# Ținutul Secuiesc

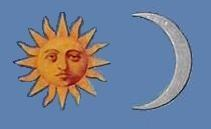
Steagul istoric al Ținutului Secuiesc

Steagul Ținutului Secuiesc votat de către Consiliul Național Secuiesc.

Ținutul Secuiesc (în maghiară Székelyföld, în germană Szeklerland, în latină Terra Siculorum) este – în accepțiunea istorico-etnografică – regiunea din partea sud-estică a Transilvaniei, locuită în majoritate de secui (subgrup etnic maghiar cu o conștiință istorică aparte, cu specificități etnografice, respectiv de dialect) și, care cuprinde teritoriile fostelor scaune secuiești. Respectivele teritorii se găsesc actualmente incluse administrativ în județele Alba, Bacău, Cluj, Covasna, Harghita, Mureș și Neamț. Colocvial, sub denumirea de Ținutul Secuiesc se înțelege numai teritoriul format din județele Covasna, Harghita și o parte din județul Mureș.
De-a lungul timpului municipiul Târgu Mureș a fost centrul cultural, industrial, economic și de educație al Ținutului Secuiesc. fiind reședința Scaunului Mureș, Comitatului Mureș-Turda, apoi Regiunii Autonome Maghiare, iar în prezent este reședința județului Mureș și centrul Zonei Metropolitane Târgu Mureș.

Ținutul Secuiesc in 1528, harta lui Lazarus. Ceculia sedi: Co Vtuarhel, Comitat' Gurgio, Comitat'Czik, Co Sepssa, Co Kizdi, Co Orbai.

## Geografie

### Climă
Clima Ținutului Secuiesc este de tip continental moderată cu veri moderate, călduroase mai ales în lunile de vârf, respectiv în zonele mai joase, și ierni aspre. Este influențată de vecinătatea Munților Gurghiu, iar toamna și iarna resimte și influențele atlantice de la vest. Trecerea de la iarnă la primăvară se face, de obicei, la mijlocul lunii martie, iar cea de la toamnă la iarnă în luna noiembrie. Potrivit statisticilor, în martie valorile numai cobor sub 0 °C, iar în noiembrie mediile lunare sunt sub 10 °C. Verile sunt călduroase, iar iernile în general sunt lipsite de viscole. Temperatura medie anuală din aer este de cca 8,2 °C. Temperatura medie în ianuarie este de - 3 °C, iar cea a lunii iulie, de 19 °C. Temp. minimă absolută a fost de - 34,5 °C (înregistrată în ianuarie 1963), iar maxima absolută, de 38,5 °C (înregistrată în august 1952). Media precipitațiilor anuale atinge 663 mm, cea mai ploioasă lună fiind iunie (99 mm), iar cea mai uscată, februarie (26 mm). În ultimii ani, se observă faptul că iernile devin din ce în ce mai blânde, cu temperaturi care rareori scad sub - 15 °C și cu zăpadă din ce în ce mai puțină. Verile sunt din ce în ce mai calde, crescând numărul de zile tropicale (în care maxima depășește 30 °C). Temperaturile sunt cuprinse între următoarele valori extreme: -32,8 °C și +39 °C.

### Fauna

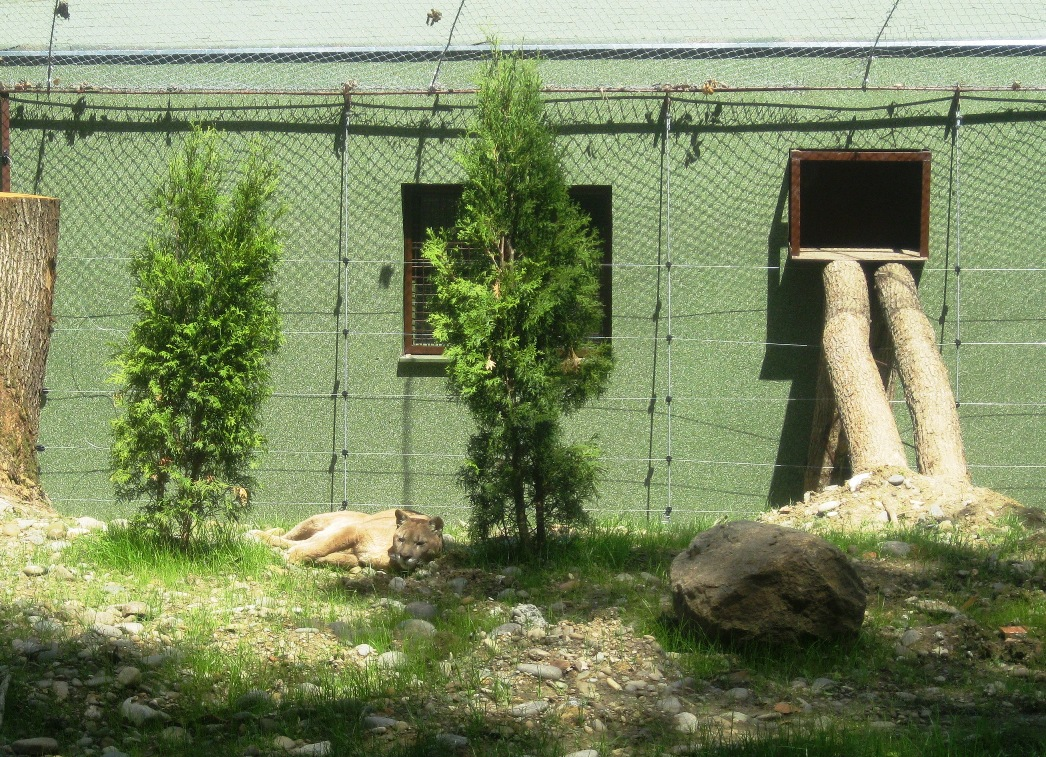
Grădina Zoologică din Târgu Mureș

Fauna regiunii este extrem de variată, deoarece relieful și factorii microclimatici sunt de asemenea variate. Ținutul Secuiesc cuprinde muntii interiori ai Carpaților Orientali, între Călimani si Giurgeu, respectiv Persanii de Nord și Baraoltul, pătrunzând până în centrul bazinului Transilvaniei in zona Târgu Mureș, astfel se poate spune despre următoarele etaje:
Etajul montan este format din variate specii având numeroși reprezentanți printre care: cerbul carpatin (Cervus elaphus carpaticus), ursul brun (Ursus arctos), râsul eurasiatic (Lynx lynx), jderul (Martes martes), jderul de piatră (Martes foina), pisica sălbatică (Felis silvestris), veverița (Sciurus vulgaris), mistrețul (Sus scrofa), lupul (Canis lupus), Căprioara (Capreolus capreolus), cocoșul de munte (Tetrao urogallus), cocoșul de mesteacăn (Lyrurus tetrix), buha (Bubo bubo), huhurezul (strix aluco aluco), pițigoiul de munte (Parus montanus), etc.
Din fauna apelor curgătoare de munte pot fi amintite speciile: păstrăvul (Salmo trutta), lipanul (Thymalus thymalus), lostrița (Hucho hucho), porcușorul de munte (Gobio gobio). În Mureș trăiesc de asemenea mai multe specii de pești, cum ar fi : avatul, bibanul, carasul, crapul, linul, păstrăvul, roșioara, somnul, șalăuul, știuca și cleanul.
În etajul de deal și podiș pot fi întâlnite următoarele specii :animale- iepurele (Lepus europaeus), căprioara, veverița, nevăstuica (Mustella nivalis), pârșul (Glis glis), orbetele (Spalax leucodon transsylvanica), păsări - ciocănitoarea (Dryobates major), gaița (Garrulus glandaris), gaia (Milvus milvus), pupăza (Upupa epops), turturica (Streptopelia turtur), porumbelul gulerat (Columba palumbus), cinteza (Fringilla montifringilla), grangurele (Oriolus oriolus), cucul (Cuculus canorus), fazanul (Phasianus colchicus), etc.
Etajul apelor curgătoare și lacustre cuprinde mai multe specii de viețuitoare: pești - crapul (Cyprinus carpio), cleanul (Leuciscus squalius), știuca (Esox lucinus), somnul (Silurus glanis), raci (Astacus), moluște, rațe sălbatice (Anas platyrhynchos).
Grădina Zoologică din Târgu Mureș reprezintă un loc de atracție pentru localnici și turiști, fiind cea mai mare, diversificată și populată grădină zoologică din România. În prezent sunt în jur de 500 de animale aparținând de 120 de specii, atât de faună locală, cât și exotică. Anual, grădina zoologică din Târgu Mureș este vizitată de un număr de 100 000 de vizitatori.

### Flora
Din punct de vedere geografia flora Ținutului Secuiesc este o parte a florei carpatine. Dupa altitudine se disting mai multe zone de vegetație:  
Sub înălțimea de 500 m vegetația naturală este dominată de pădurile de carpeni și stejari. Se mai pot găsi și  ceri, ulmi, tei și frasini. Între altitudinile de 500–1000 m pe culmile dealurilor și părțile mai joase ale munților se evidențiază pădurile de fagi.   
La peste 1000 m se află arii întinse de păduri de conifere, mai ales de molizi (Picea)
În jurul bazinelor intermontane (în urma inversiunilor de temperatură) și pe povârnișurile de nord ale munților, păduri de pini apar și la înălțimi de 600 m. 
În munții înalți (Harghita, Hășmaș) crește vegetația de tip alpin, ale cărei plante specifice sunt ienupărul, afinele,jneapănul (sau pinul de munte pitic). In afara zonelor întinse de vegetație, există și arii cu o vegetație specifică ( ca de pildă crângurile aluviale pe marginea apelor)
Cea mai întinsă de pădure din municipiul Târgu Mureș se află la cea mai înaltă cotă a orașului, pe Platoul Cornești. Pădurea Mare, la 488 m deasupra Mării Negre și la 197 m deasupra localității, este alcătuit din stejar și carpen. Râul Mureș a creat în mai multe zone o luncă, unde vegetația este tipică acestui relief.

### Hidrografie
Pentru detalii, vezi: Mureș și Olt
Cursurile de apă aparțin Mureșului, Târnavei Mari si Târnavei Mici la vest, Oltului cu Râul Negru si cele doua Homoroade la sud, Bistriței și Trotușului la est, dar se găsesc și multe izvoare de apă minerală carbogazoase și momofete (emanații de bioxid de carbon și hidrogen sulfurat), cu scop terapeutic (Tușnad), precum și lacul vulcanic Sfânta Ana, ori lacurile carstice din masivele de sare de la Praid și Lacul Ursu din Sovata, lacul de baraj natural - Lacul Roșu.
Râul Mureș izvorăște din Munții Hășmașu Mare, străbate Depresiunea Gurghiului și defileul Toplița - Deda ca să ajungă la Târgu Mureș. Râul a fost de-a lungul istoriei o sursă de energie. Din inițiativa primarului Dr. György Bernády conducerea orașului dualist a alocat fonduri semnificative pentru construirea Canalului de Turbină și amplasarea unei turbine cu scopul de a crea energie electrică pentru orașul în dezvoltare. Tot atunci s-au pus bazele sistemului de alimentare cu apă și canalizare în localitate. În prezent Aquaserv este operatorul licențiat din regiune, fiind câștigătorul unor proiecte ale Uniunii Europene.

### Relief

Harta geologică a Ținutului Secuiesc din anul 1878 de Franz Herbich (1821-1887)

Municipiul Târgu Mureș este așezat pe terasele râului Mureș. Dintre toate acestea Platoul Cornești este cea mai înaltă cotă a orașului fiind situat la 488 m deasupra Mării Negre și la 197 m deasupra localității. Astfel teritoriul se caracterizează printr-un relief colinar fragmentat de văi largi și dealuri înalte. În mod tradițional geneza orașului istoric a avut loc pe terasele mai joase, apoi din motive agroalimentare au devenit cultivate pământurile din dealuri. În perioada postbelică, când au fost începute construcțiile cartierelor, autoritățile au preferat terasele mai înalte. Decizia lor a fost bună, fapt demonstrat de inundația gigantică din mai 1970, când au fost precipitații de 100–120 mm în Munții Călimani, Gurghiu și Harghita încă acoperită de zăpadă. Blocurile de zece etaje proaspăt construite pe Aleea Carpații, lângă râul Mureș au devenit parțial ocupate de apele.

### Sol
Pe terasele Râului Mureș, mai ales cele inferioare domină aluviunile recente precum și solurile hidromorfe și de mlaștini. În zonele de luncă apar solurile aluviale și lăcovișțile, tipuri de sol generate atât de materialul parental cât și de caracteristicile hidro-geologice și hidrologice ale zonei. Zona colinară este acoperită cu un strat de soluri negre, soluri brun acide, soluri coluviale, cernoziom și regosoluri. În cazul cursurilor de apă, cu debite mici sau sezoniere (ex. Pocloș), afluenți ai Râului Mureș), se dezvoltă soluri gleice din clasa solurilor hidromorfe.
Sursele de poluare a solurilor provin din depozitarea necontrolată a deșeurilor menajere și industriale, emisiile din activitățile de pe platforma chimică de 126 ha din Combinatul Azomureș, stocarea și distribuția produselor petroliere (SNTFM „CFR Marfă” S.A. - DELM Tîrgu Mureș), emisiile autovehiculelor.

## Istorie

### Perioada antică
În secolul I d. Hr. și la începutul secolului al II-lea, pe teritoriul actual al Transilvaniei s-a aflat centrul politic al regatului Dacia. Prezența culturii dacice în sud-estul Transilvaniei este marcată prin descoperiri emblematice cum ar fi tezaurul de la Sâncrăieni (jud. Harghita) sau cetățile dacice de la Covasna (Cetatea Zânelor) sau Jigodin (jud. Harghita).
Regatul dac condus de Decebal a fost cucerit, după două războaie, în anul 106 d. Hr. de Imperiul Roman sub conducerea împăratului Traian, care a început organizarea noii provincii romane Dacia. Sud-estul Transilvaniei a fost inclus în provinciile Dacia Porolissensis, Dacia Apulensis și Moesia și fortificat cu numeroase castre cum ar fi cele de la Inlăceni (Praetoria Augusta) și Sânpaul (jud. Harghita), Brețcu (Angustia) și Olteni (jud. Covasna) sau Brâncovenești și Călugăreni (jud. Mureș).

### Perioada medievală
Triburile maghiare au intrat în Bazinul Panonic, aflat la vest de interiorul Arcului Carpatic unde este situată Transilvania, spre sfârșitul secolului IX, în anul 896, când s-au stabilit în câmpia Panoniei. La mijlocul secolului al X-lea ei încep cucerirea Transilvaniei unde întâlnesc o puternică rezistență din partea formațiunilor statale conduse de Gelu, Glad și Menumorut.

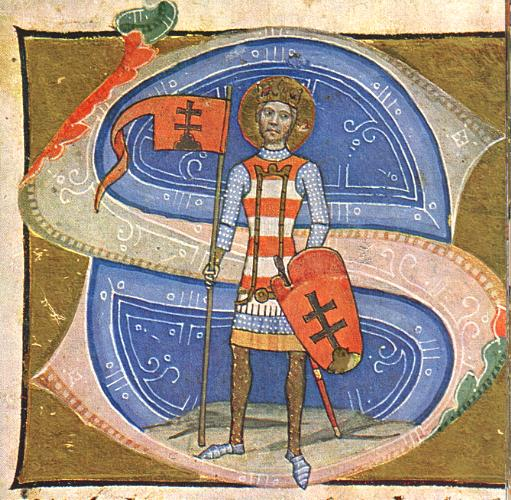
Regele Ștefan I. în Cronica pictată de la Viena

Ștefan I al Ungariei în anul 996 a devenit regele apostolic al Regatului Ungariei, primind coroana din partea Papei Silvestru al II-lea în anul 1000 în orașul Esztergom. Ca rege creștin a înființat Biserica Ungară, a creștinat populația maghiară în religia catolică și a înființat zece episcopii. Astfel a fost înființată în 1009 Arhidieceza de Alba Iulia, care a condus pe plan religios catolicii din Transilvania. Totodată, Ștefan I a împărțit statul regal în comitate (în maghiară vármegye). În Ardeal au existat în total șapte comitate, dintre care Alba a fost cel mai puternic și pe parcurs a căpătat o hegemonie în regiune. Ungaria a devenit regat patrimonial unde majoritatea terenului era împărțit în proprietăți private.
Conform cronicarului maghiar Thurocz în 1003 în sud-estul Transilvaniei exista ca formațiune statală ducatul lui Kean, vasal bulgarilor. Regele Ștefan al Ungariei supune acest ducat, autorității maghiare. Kean este alungat și înlocuit cu ruda regelui, Zoltan.
Prima mențiune documentară privitoare la existența secuilor pe aceste meleaguri datează din anul 1116, secuii fiind amintiți alături de pecenegi ca alcătuind avangarda cavaleriei ungare. Ca popor asociat maghiarilor, secuii au fost colonizați în sistemul de prisăci medievale de-a lungul graniței sudest-transilvane nou extinse. Secuii se aflau în serviciul militar al regilor Ungariei. Astfel, prima mențiune a lor, din anul 1116, îi descrie ca participanți la bătălia de la Olsava, sub comanda regelui Ștefan al II-lea al Ungariei (1116-1131). O altă mențiune a secuilor pare să fie un document al regelui Béla al II-lea (1108 - 1110-1141), datat în jurul anului 1131, care pomenește o slugă însărcinată cu transportul sării, cu numele de Scichul.
Câteva decenii mai târziu, în 1146, secuii, alături de aceiași pecenegi, făceau parte din oastea regelui Géza al II-lea al Ungariei (1141-1162), fiind implicați în luptele de pe Leitha, împotriva margrafului Heinrich al II-lea de Austria. O altă diplomă din 1217 vorbește despre satul Székelyszáz din Bihor.

### Principatul Transilvaniei

#### Perioada dietelor transilvănene

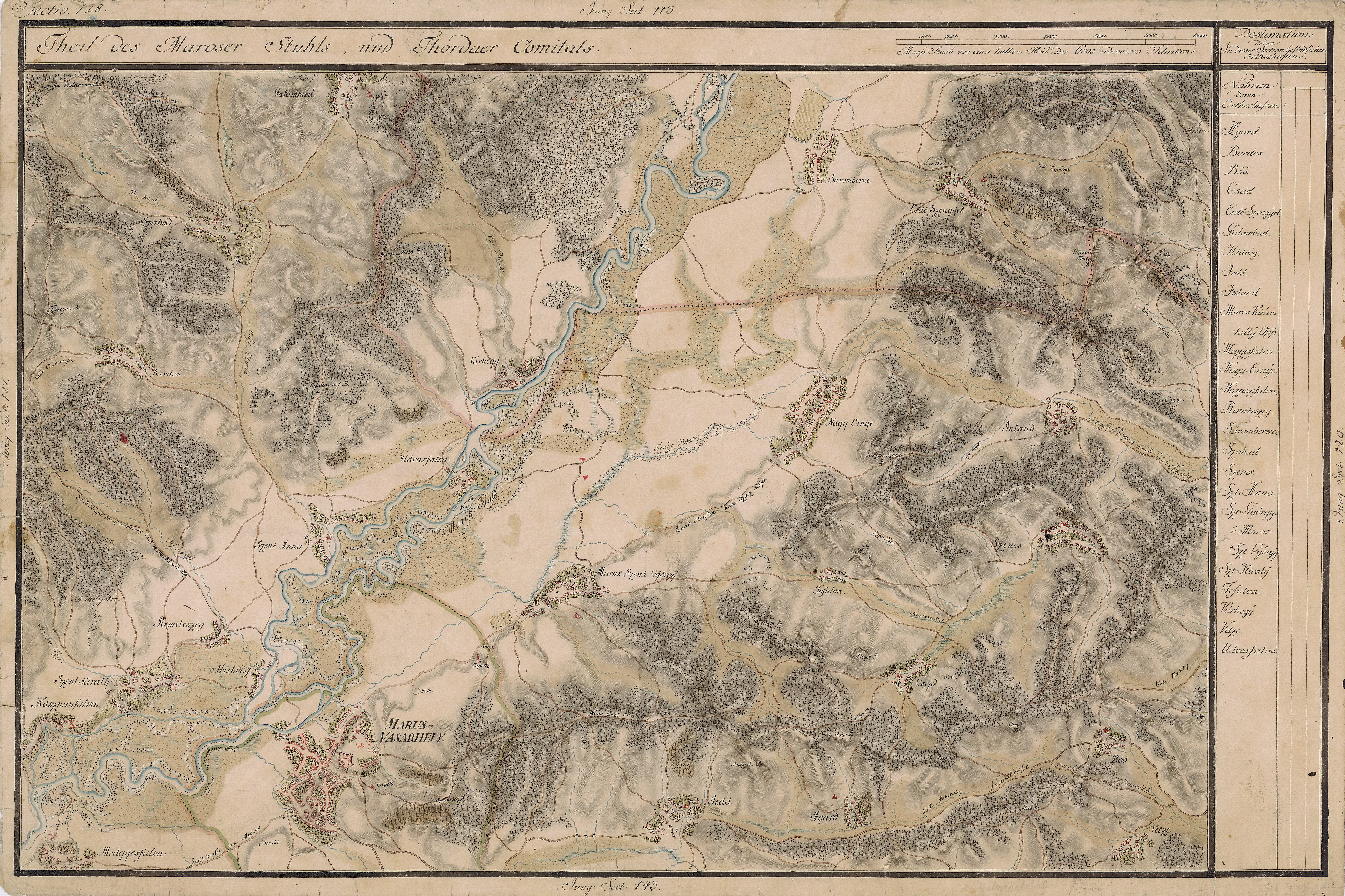
Târgu Mureș ca Marus Vásárhely pe Harta Iosefină

Dieta Transilvaniei (maghiară Erdélyi Dieta) a fost organul constituțional și politic pre-parlamentar al Principatului Transilvania, creat în secolul al XVI-lea și format din reprezentanții stărilor celor trei națiuni privilegiate (maghiarii, sașii și secuii) și ai religiilor recepte (romano-catolică, evanghelic-lutherană, reformată și, mai târziu, cea unitariană).
Dietele ardelenești au fost ținute în mai multe localități, de cele mai multe ori în orașe sau târguri situate în zona centrală a Transilvaniei, pe lângă cele mai importante drumuri, în centre demografice și economice importante. Locul de adunare a stărilor s-a stabilizat într-o oarecare măsură la Alba Iulia numai la sfârșitul secolului al XVI-lea. Până în 1613 în acest sens Târgu Mureșul a ocupat un loc de frunte, fiind al patrulea în ordinea așezărilor gazdă. Orașul a fost locul de întrunire frecventă a stărilor în cele mai tulburi două perioade din istoria Principatului Transilvaniei, adică în epoca de formare a noului stat și în intervalul de criză politică 1658-1661.
În prezența principelui Ioan Sigismund Zápolya, la 6 ianuarie 1571 dieta de la Târgu Mureș a hotărât adoptarea libertății conștiinței religioase în Transilvania a celor patru confesiuni: romano-catolic, reformat, evanghelic și unitarian. Principele de religie unitariană dorea însă o promovare deosebită a acesteia din urmă. Acest eveniment a constituit o contribuție de dimensiune europeană la instalarea toleranței religioase, model practicat peste secole în Transilvania.

### Masacrul de la Siculeni
Masacrul de la Siculeni (numit și Siculicidium) a fost o execuție în masă organizată în anul 1764 de armata austriacă împotriva secuilor rebeli, care s-au împotrivit încorporării în nou înființatele regimente grănicerești secuiești ale graniței militare.

### Scaunele secuiești și desființarea lor în 1876
Primele izvoare scrise privitoare la secui datează din anul 1116, când au fost menționați, alături de pecenegi, ca alcătuind avangarda cavaleriei ungare. Sarcina principală a contingentelor secuiești a constat în consolidarea și apărarea fortificațiilor de graniță (în maghiară gyepű) (aproximativ „palisadă”) numite și "prisăci". În consecință, comunitățile secuiești au fost deplasate treptat, concomitent cu avansarea hotarelor statului maghiar spre estul și sud-estul Transilvaniei.
Scaunele secuiești au fost unitățile de administrare judecătorească ale secuilor din Transilvania, menționate începând cu deceniul al treilea al secolului al XIV-lea. În 1867 autoritățile maghiare de la Budapesta au decis desființarea scaunelor secuiești, iar în locul lor au fost înființate patru comitate (vármegyék).
Proiectul de reorganizare a Austro-Ungariei publicat în anul 1906 de Aurel C. Popovici, intitulat Statele Unite ale Austriei Mari, prevedea ca "Scaunele secuiești" să fie una din cele 15 „țări” alcătuitoare ale confederației.
Scaunele secuiești, existente până în 1876, se întindeau pe mare parte din actualele teritorii ale județelor Covasna și Harghita, precum și în partea de mijloc a actualului județ Mureș; în afara acestei zone, scaunele secuiești cuprindeau și câteva localități din județele Alba și Cluj (între Turda și Vințu de Sus, care țineau în trecut de Scaunul Secuiesc al Arieșului), trei comune din județul Neamț (Bicaz-Chei, Bicazu Ardelean și Dămuc) și o comună din județul Bacău (Ghimeș-Făget), incluse prin reforma administrativ-teritorială din 1968 în cele două județe moldovene.
Scaunele secuiești, inițial șapte la număr, apoi cinci (prin constituirea celor Trei Scaune în unul singur), au fost desființate în anul 1876, odată cu reforma administrativă a Regatului Ungariei, în sensul extinderii organizării comitatelor la nivelul întregii țări. Teritoriul fostelor scaune secuiești nu are în prezent un statut administrativ deosebit de mulțimea de ținuturi istorice românești, deci are administrație publică de tip județean.

### Martie 1990
La data de 10 februarie 1990 la Târgu Mureș aproape 100 000 maghiari au participat la un marș al tăcerii, ținând în mână o carte și o lumânare. Participanții cereau reînființarea Universității Bolyai din Cluj, reorganizarea rețelei de școli cu predare în limba maghiară, dreptul de a folosi liber limba maghiară și retrocedarea imobilelor confiscate de autoritățile comuniste.
În martie 1990, a apărut o inscripție în limba maghiară pe o farmacie din Cartierul Tudor și a fost organizată prima comemorare post-comunistă, liberă a Zilei Maghiarilor de Pretutindeni, cu însemnele comunității și drapele ungare.
Comunitatea maghiară a simțit euforia libertății cauzată de căderea regimului național comunist, în care drepturile colective au fost șterse, și a crezut că a sosit timpul pentru redobândirea drepturilor pierdute. Pe cealaltă parte, comunitatea română din Târgu Mureș erau nemulțumită de unele schimbările apărute, și de unele revendicări ale etnicilor maghiari. Astfel, evenimentele au degenerat rapid, pe fondul contra-manifestațiilor organizate de români, soldate cu ciocniri de stradă între români și maghiari în 19 și 20 martie. În ambele grupări din Centru, separați de un cordon de polițiști, au existat lideri care au lansat îndemnuri provocatoare.
La conflictul izbucnit au participat pe lângă românii din Târgu Mureș, și țărani români din satele de pe Valea Gurghiului, veniți organizate cu autobuzele și înarmați cu bâte și unelte agricole la îndemnarea preoților ortodocși. Pe de altă parte, în conflict au intervenit și localnici maghiari de pe Valea Nirajului, care au incendiat autobuzele cu care veniseră țăranii din Ibănești sau Hodac și țiganii.
Potrivit Parchetului de pe lângă Curtea de Apel Târgu Mureș, evenimentele din martie 1990 s-au soldat cu 278 de victime.

## Demografie
Potrivit recensământului din 2011, în județele Harghita, Covasna și Mureș trăiau 609.033 de maghiari (56,8%), dintr-o populație totală de 1.071.890 de locuitori. În județul Mureș românii sunt majoritari, în timp ce în județele Covasna și Harghita, etnicii maghiari formează o majoritate de 71,6% și respectiv 82,9%.
La recensământul efectuat în perioada 18-27 martie 2002, doar 532 de persoane s-au declarat că aparțin minorității secuilor din România. Pentru a spori numărul secuilor, la recensământul din 2012, etnicii maghiari au fost îndemnați să se declare secui și nu maghiari.. Rezultatele ultimului recensământ nu prezintă care este numărul declarat al secuilor ci doar al maghiarilor. Datele din recensământul din 2011, comparate cu datele recensământului anterior (2002) arată că proporția etnicilor români din Ținutul Secuiesc este în scădere semnificativă (în principal datorită emigrației mai mari decât a etnicilor maghiari).
Cea mai mare comunitate maghiară din România, alcătuită din 57.532 etnici maghiari (2011), este localizată în municipiul Târgu Mureș, alături de 66.033 români (2011). Târgu Mureș, cu un total de 134.290 locuitori (2011), este cel mai important oraș al celor trei județe și al șaselea ca mărime din Transilvania.

### Aglomerări urbane
Târgu Mureș este cel mai mare oraș din județele Covasna, Harghita și Mureș, unde trăiește cea mai mare comunitate maghiară urbană, dar având majoritatea românească. La recensământul din 2002, populația orașului depășea 150 000 mii de locuitori (134.290 in 2011), în timp ce Zona Metropolitană Târgu Mureș concentrează o populație de aproximativ 220 000 mii de locuitori. Pe viitor, sunt prevăzute planuri de extindere a granițelor ariei metropolitane.
După Târgu Mureș cele mai importante orașe sunt cele două reședințe de județe, Sfântu Gheorghe și Miercurea Ciuc, urmate de municipiile Odorheiu Secuiesc, Târgu Secuiesc și Gheorgheni. Cel mai mic oraș din România, Băile Tușnad, se află în județul Harghita cu o populație de 1.728 locuitori.
|    | Localitatea          | Locuitori | Populația maghiară | Prima atestare documentară | Altitudine |  |
| -- | -------------------- | --------- | ------------------ | -------------------------- | ---------- |  |
| 1  | Târgu Mureș          | 150.041   | 57.352             | 1332                       | 332 m      |  |
| 2  | Sfântu Gheorghe      | 61.543    | 46.113             | 1332                       | 555 m      |  |
| 3  | Miercurea Ciuc       | 42.029    | 34.359             | 1558                       | 662 m      |  |
| 4  | Odorheiu Secuiesc    | 36.948    | 35.357             | 1333                       | 477 m      |  |
| 5  | Târgu Secuiesc       | 20.488    | 18.633             | 1407                       | 565 m      |  |
| 6  | Gheorgheni           | 20.018    | 17.524             | 1332                       | 810 m      |  |
| 7  | Sovata               | 11.614    | 10.465             | 1578                       | 502 m      |  |
| 8  | Covasna              | 11.369    | 7.539              | 1548                       | 560 m      |  |
| 9  | Cristuru Secuiesc    | 9.672     | 9.201              | 1333                       | 393 m      |  |
| 10 | Baraolt              | 9.670     | 9.271              | 1224                       | 480 m      |  |
| 11 | Bălan                | 7.902     | 2.703              | 1850                       | 865 m      |  |
| 12 | Vlăhița              | 7.042     | 6.960              | 1406                       | 860 m      |  |
| 14 | Miercurea Nirajului  | 5.824     | 4.890              | 1493                       | 365 m      |  |
| 15 | Sângeorgiu de Pădure | 5.492     | 3.149              | 1333                       | 355 m      |  |
| 16 | Borsec               | 2.864     | 2.240              | 1594                       | 875 m      |  |
| 17 | Băile Tușnad         | 1.728     | 1.615              | 1842                       | 650 m      |  |

### Religie
Locuitorii din Ținutul Secuiesc nu au fost și nu sunt unitari în ceea ce privește viața religioasă. Creștinarea secuilor a fost înfăptuită de regele Ștefan I al Ungariei (997-1038), fondatorul Regatului Ungar. Viața religioasă din Ținutul Secuiesc a fost dominată de romano-catolicism până la secolul al XVI-lea, când reforma protestantă a ajuns în Principatul Transilvaniei. Lutheranismul a devenit cel mai popular în rândul sașilor, maghiarii orientându-se mai mult spre calvinism, și unitarianism. În zona Bezidului, aproape de Sovata, a existat până la al doilea război mondial o comunitate rurală izolată de secui sabatarieni, sâmbătași, care în urma reformei protestante au acceptat ideile unitarianismului și în paralel au reevaluat rolul Vechiului Testament în urma căruia au ținut sâmbăta ca ziua de odihnă.
Românii din zonă au fost în mod tradițional de religie creștină, de rit ortodox sau greco-catolic. La propunerea episcopului de Hajdúdorog, István Miklósy, împăratul Franz Joseph a înființat la 6 septembrie 1915 Vicariatul Greco-Catolic al Ținutului Secuiesc cu sediul în Târgu Mureș. Din unitatea bisericească administrativă făceau parte 35 parohii cedate de Arhiepiscopia de Făgăraș și se aflau sub conducerea vicarului Gyula Hubán. Prin decretul Apostolica sedes din 9 aprilie 1934 Congregația pentru Bisericile Orientale a readus sub jurisdicția Arhiepiscopiei de Făgăraș și Alba Iulia parohiile care fuseseră subordonate Eparhiei de Hajdúdorog.

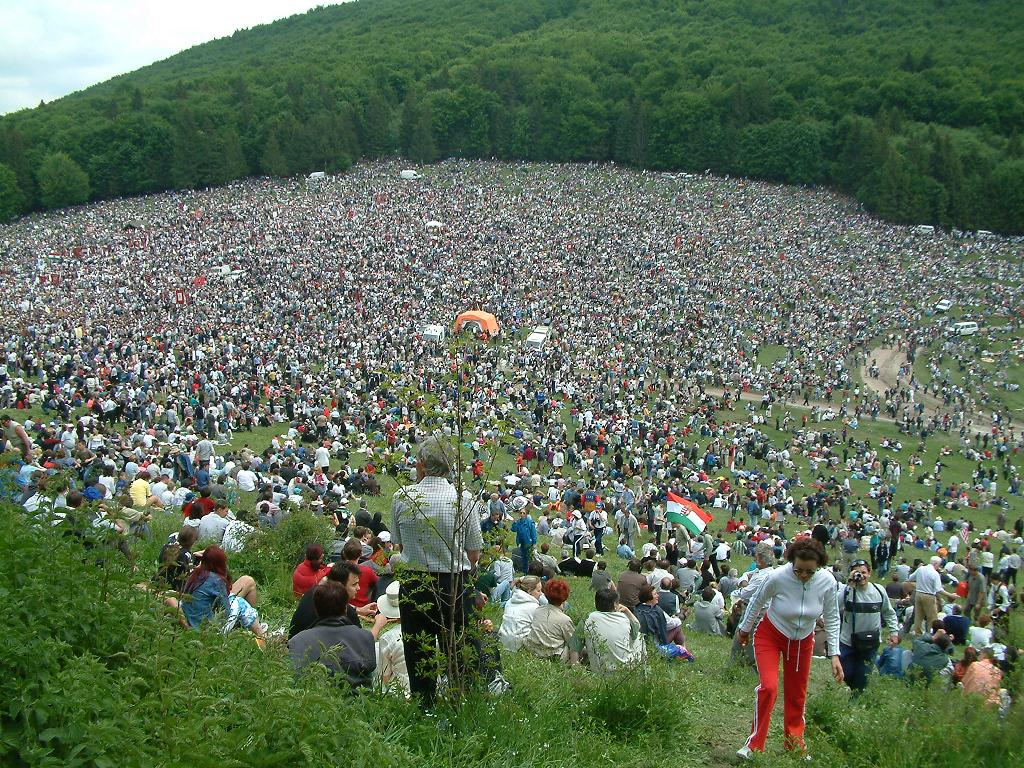
Pelerinajul romano-catolic din Şumuleu Ciuc
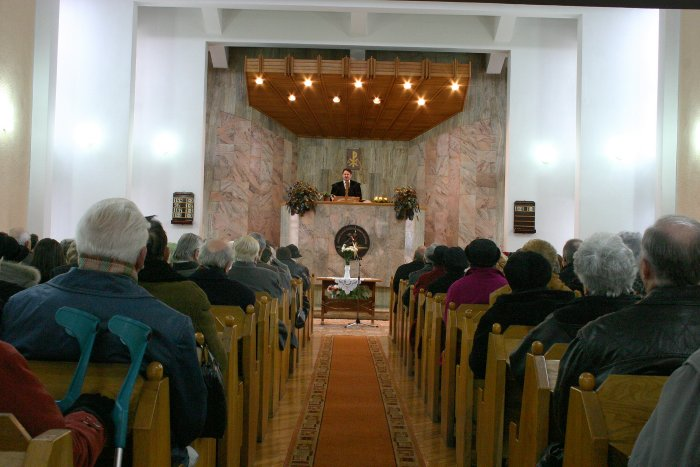
Slujbă reformată în Târgu Mureş
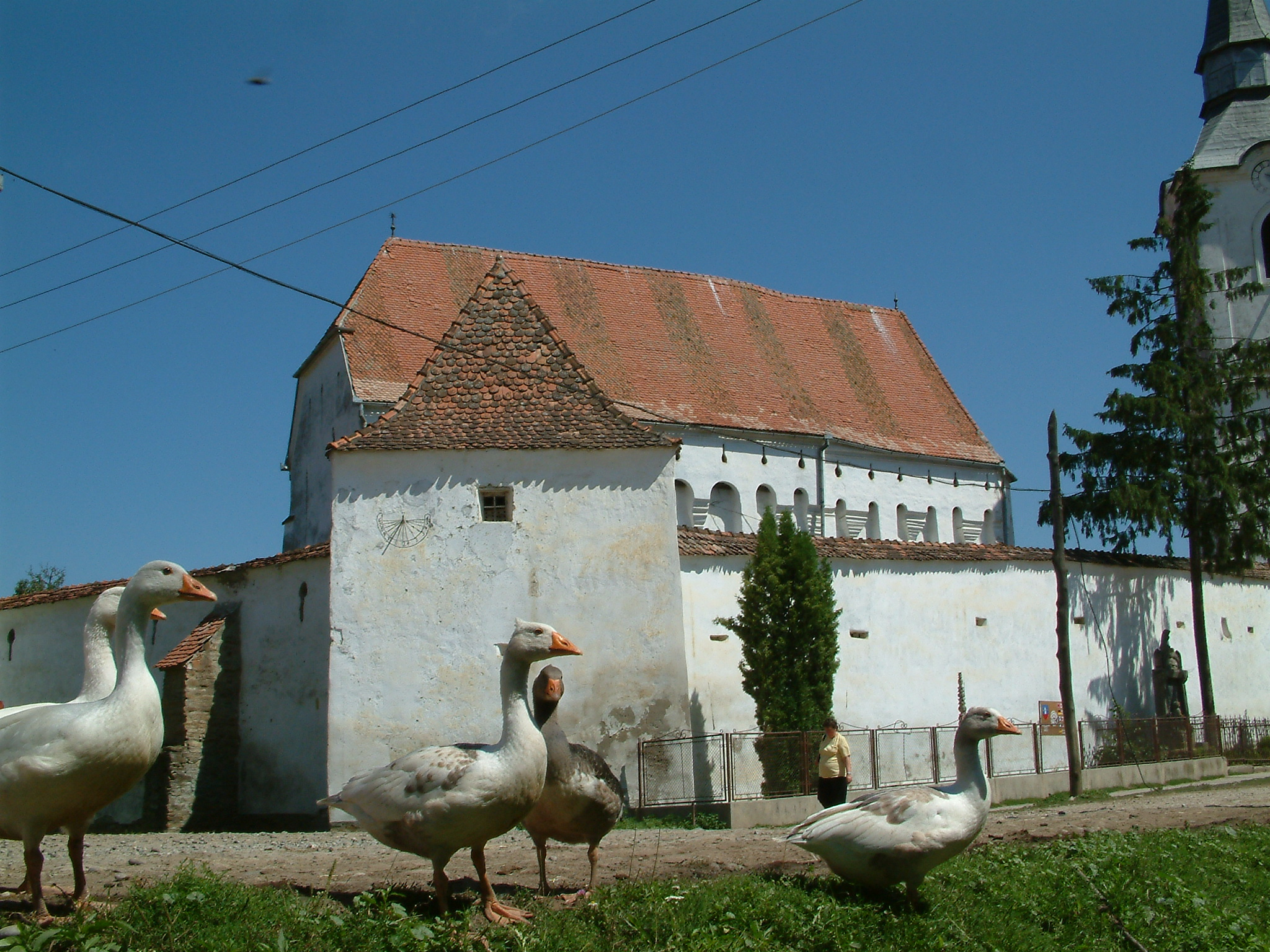
Biserica Unitariană din Dârjiu
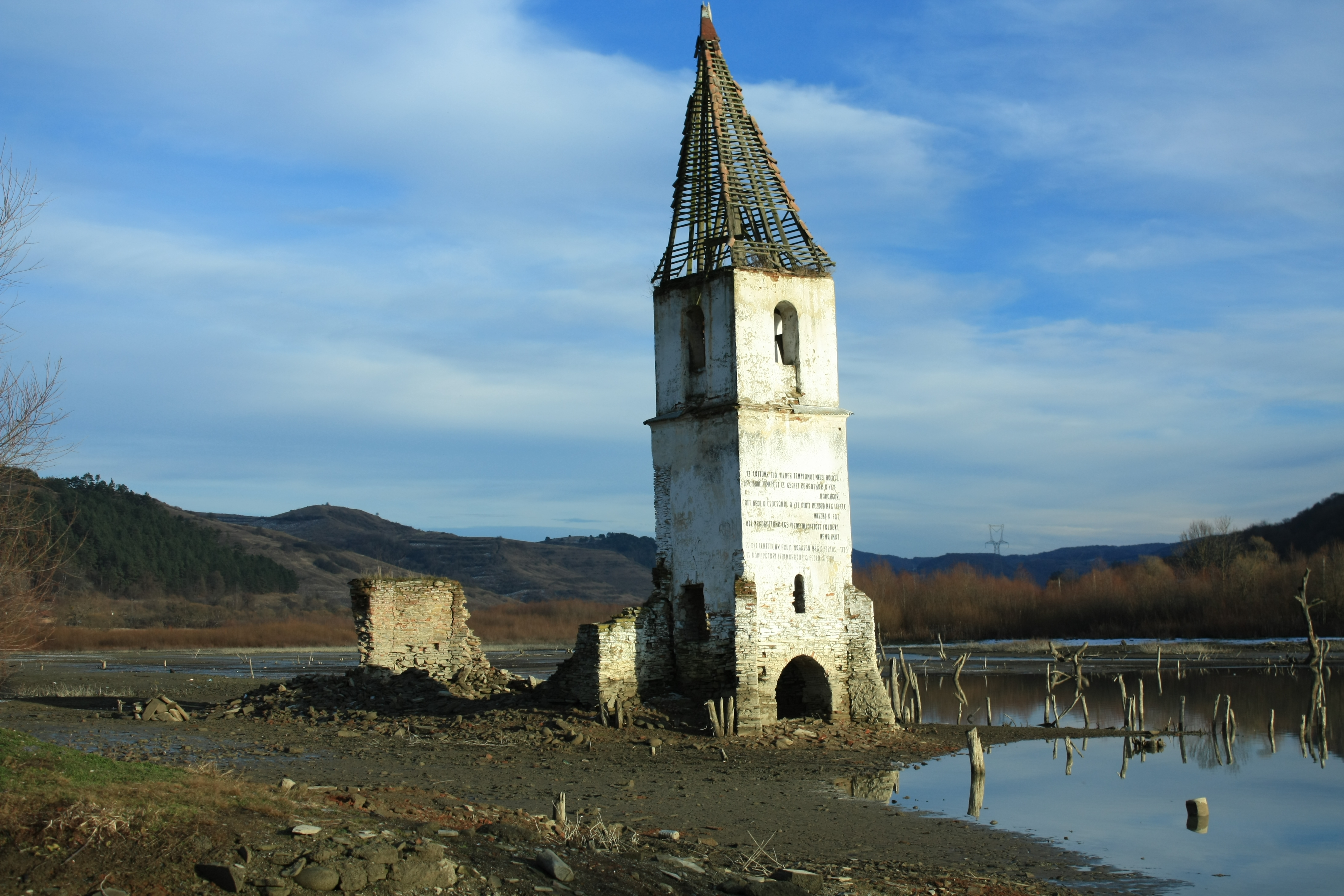
În zona Bezidului au trăit secui "sâmbătași"
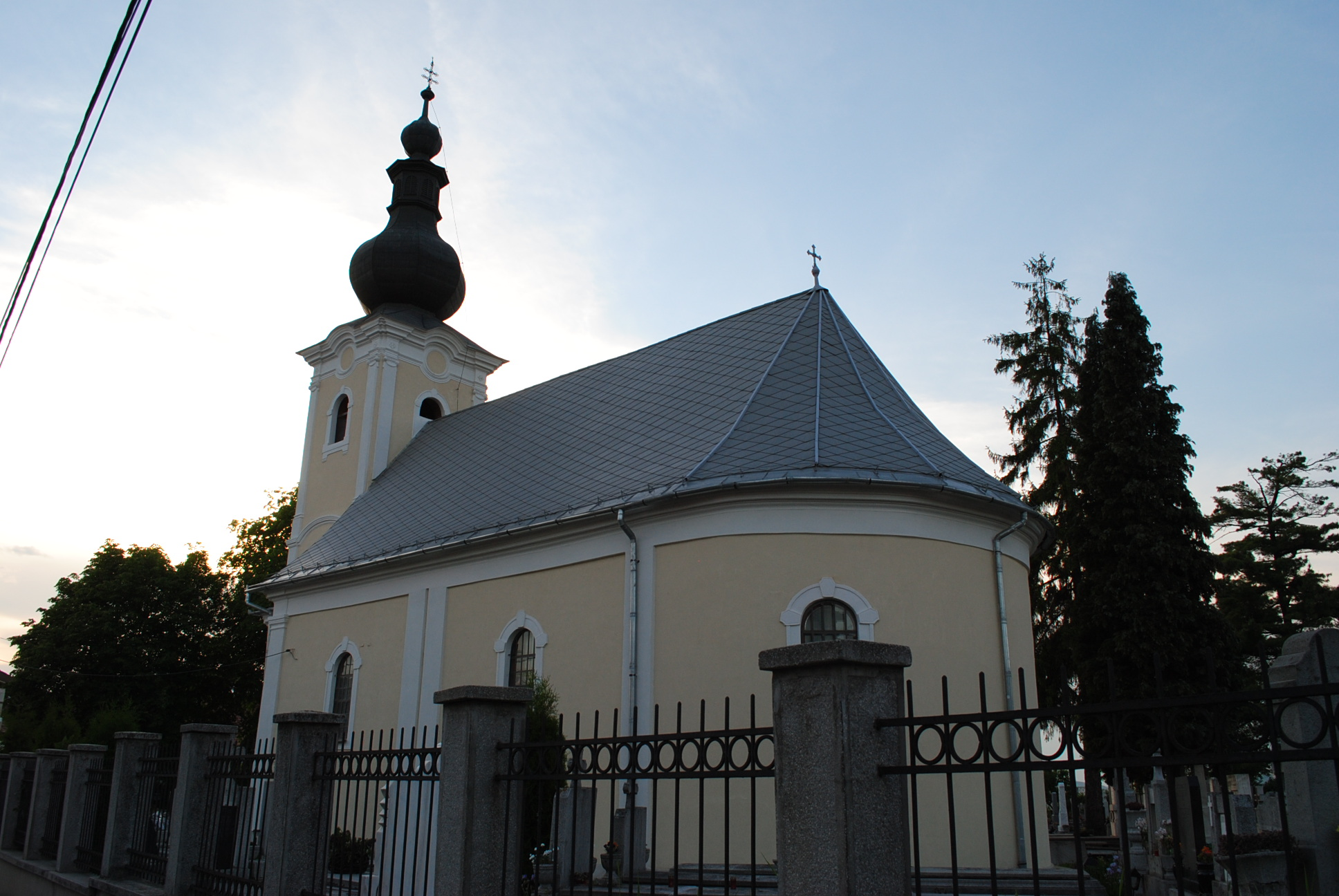
Biserica „Înălțarea Domnului” din Târgu Mureş, inițial de religie greco-catolică, în prezent ortodoxă

### Componența etnică
În tabelul de mai jos este prezentată componența etnică a Ținutului Secuiesc în opinia consemnată la 5 iunie 2006 a (Consiliului Național Secuiesc). CNS se referă la arealul geografic al fostelor scaune secuiești, desființate de administrația maghiară în urma reformei administrative din anul 1867.
| Nr.   | Denumire                       | Denumire             | Număr de locuitori (2006) | Număr de locuitori (2006) | % (2006) |
| Nr.   | În limba română                | În limba maghiară    | Total                     | Maghiari                  | Maghiari |
| 1     | Fostul Scaun Micloșoara-Brăduț | Bardoc-Miklósvárszék | 32 505                    | 23 172                    | 71,29    |
| 2     | Fostul Scaun Ciuc              | Csíkszék             | 115 965                   | 97 985                    | 84,50    |
| 3     | Fostul Scaun Gheorgheni        | Gyergyószék          | 82 441                    | 52 749                    | 63,98    |
| 4     | Fostul Scaun Kézdi             | Kézdiszék            | 53 506                    | 48 474                    | 90,60    |
| 5     | Fostul Scaun Mureș             | Marosszék            | 282 793                   | 151 626                   | 53,62    |
| 6     | Fostul Scaun Orbai             | Orbaiszék            | 25 627                    | 17 474                    | 68,19    |
| 7     | Fostul Scaun Sepsi             | Sepsiszék            | 88 034                    | 64 870                    | 73,69    |
| 8     | Fostul Scaun Odorhei           | Udvarhelyszék        | 117 555                   | 109 551                   | 93,19    |
| Total | Total                          | Total                | 798 426                   | 565 901                   | 70,88    |

## Politică
Ținutul Secuiesc nu are statut administrativ. Președinții consiliilor județene ale județelor Covasna, Harghita și Mureș sunt Sándor Tamás, Csaba Borboly și, respectiv, Ciprian Dobre, 2 membri ai UDMR, respectiv PNL. 

Uniunea Democrată Maghiară din România este cea mai puternică dintre organizațiile politice în regiune, având majoritate absolută sau relativă în cele mai multe consilii locale a municipiilor, orașelor și comunelor de pe teritoriul ținutului istoric secuiesc. Uniunea are 184 de primari, 2195 de consilieri locali și 89 de consilieri județeni, majoritatea lor pe teritoriul ținutului secuiesc. În consiliile județene din Harghita și Covasna, reprezentanții UDMR sunt în majoritate absolută, iar în Mureș în majoritate relativă (cu 13 consilieri).
Al doilea partid politic, ca mărime și putere, este Partidul Civic Maghiar, mai ales în județele Harghita și Covasna, unde are în total 19 reprezentanți în cele două consilii județene. Partidul are 11 de primari și 489 de consilieri locali, majoritatea în județele Harghita și Covasna.
În Județul Mureș cele mai puternice formațiuni politice după UDMR sunt: Partidul Național Liberal (8 consilieri), Partidul Democrat Liberal (7 consilieri) și Partidul Social Democrat (6 consilieri).

### Conducerea județelor Harghita, Covasna și Mureș
Conducerea județelor Harghita, Covasna și Mureș (în urma alegerilor locale din 2008, respectiv 2012):

#### Județul Harghita
Președinte al Cosiliului Județean Harghita: Csaba Borboly (UDMR)
Consiliul Județean Harghita
Componența Consiliului Județean Harghita (30 de consilieri):
|  | Partid                                      | Consilieri | Componența Consiliului | Componența Consiliului | Componența Consiliului | Componența Consiliului | Componența Consiliului | Componența Consiliului | Componența Consiliului | Componența Consiliului | Componența Consiliului | Componența Consiliului | Componența Consiliului | Componența Consiliului | Componența Consiliului | Componența Consiliului | Componența Consiliului | Componența Consiliului | Componența Consiliului | Componența Consiliului |
|  | ------------------------------------------- | ---------- | ---------------------- | ---------------------- | ---------------------- | ---------------------- | ---------------------- | ---------------------- | ---------------------- | ---------------------- | ---------------------- | ---------------------- | ---------------------- | ---------------------- | ---------------------- | ---------------------- | ---------------------- | ---------------------- | ---------------------- | ---------------------- |
|  | Uniunea Democrată a Maghiarilor din România | 18         |                        |                        |                        |                        |                        |                        |                        |                        |                        |                        |                        |                        |                        |                        |                        |                        |                        |                        |
|  | Partidul Civic Maghiar                      | 10         |                        |                        |                        |                        |                        |                        |                        |                        |                        |                        |                        |                        |                        |                        |                        |                        |                        |                        |
|  | Partidul Social Democrat                    | 2          |                        |                        |                        |                        |                        |                        |                        |                        |                        |                        |                        |                        |                        |                        |                        |                        |                        |                        |

#### Județul Covasna
Președinte al Cosiliului Județean Covasna: Támas Sándor (UDMR)
Consiliul Județean Covasna
Componența Consiliului Județean Covasna (30 de consilieri):
|  | Partid                                      | Consilieri | Componența Consiliului | Componența Consiliului | Componența Consiliului | Componența Consiliului | Componența Consiliului | Componența Consiliului | Componența Consiliului | Componența Consiliului | Componența Consiliului | Componența Consiliului | Componența Consiliului | Componența Consiliului | Componența Consiliului | Componența Consiliului | Componența Consiliului |
|  | ------------------------------------------- | ---------- | ---------------------- | ---------------------- | ---------------------- | ---------------------- | ---------------------- | ---------------------- | ---------------------- | ---------------------- | ---------------------- | ---------------------- | ---------------------- | ---------------------- | ---------------------- | ---------------------- | ---------------------- |
|  | Uniunea Democrată a Maghiarilor din România | 15         |                        |                        |                        |                        |                        |                        |                        |                        |                        |                        |                        |                        |                        |                        |                        |
|  | Partidul Civic Maghiar                      | 9          |                        |                        |                        |                        |                        |                        |                        |                        |                        |                        |                        |                        |                        |                        |                        |
|  | Alianța Românească pentru Județul Covasna   | 5          |                        |                        |                        |                        |                        |                        |                        |                        |                        |                        |                        |                        |                        |                        |                        |
|  | Candidat Independent                        | 1          |                        |                        |                        |                        |                        |                        |                        |                        |                        |                        |                        |                        |                        |                        |                        |

#### Județul Mureș
Președinte al Consiliului Județean Mureș: Ciprian Dobre (PNL)
Consiliul Județean Mureș
Componența Consiliului Județean Mureș (34 de consilieri):
|  | Uniunea Democrată a Maghiarilor din România | 13 |  |  |  |  |  |  |  |  |  |  |  |  |  |
|  | Partidul Național Liberal                   | 8  |  |  |  |  |  |  |  |  |  |  |  |  |  |
|  | Partidul Democrat Liberal                   | 7  |  |  |  |  |  |  |  |  |  |  |  |  |  |
|  | Partidul Social Democrat                    | 6  |  |  |  |  |  |  |  |  |  |  |  |  |  |

## Economie

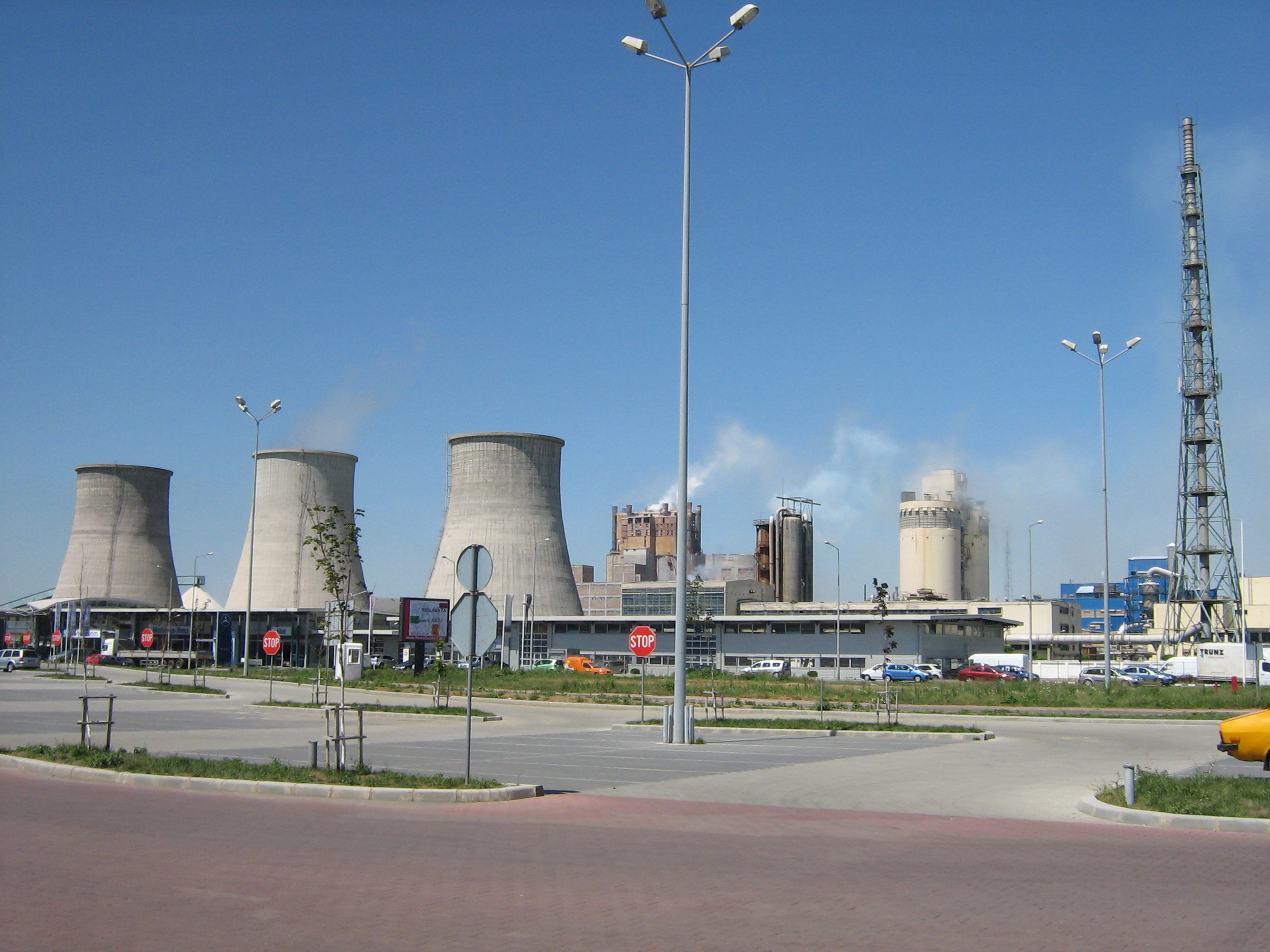
Azomureș este cel mare producător de îngrășăminte din România

După căderea regimului comunist, Ținutul Secuiesc a cunoscut, ca și restul României, un deceniu de instabilitate și profund declin economic, consecințe provocate de o administrare defectuoasă și de lipsa unor reale reforme structurale în contextul unei tranziții lente spre o economie de piață. De la începutul mileniului, economia fostului Ținut Secuiesc s-a transformat într-o economie relativ stabilă, caracterizată de o creștere vizibilă, dublată de reducerea șomajului și a inflației.
Principalele industrii al Ținutul Secuiesc sunt cea textilă și de încălțăminte, industria chimică, de prelucrare a lemnului, a materialelor de construcții și industria alimentară. În general, regiunea întreține un comerț intens cu celelalte regiuni ale țării, cu țări din Uniunea Europeană și în special cu Ungaria, unul dintre cei mai importanți parteneri comerciali. În cele trei județe, prezența firmelor din Ungaria este mult mai mare decât în alte regiuni ale României.
O ramură tradițională în economia Ținutului Secuiesc reprezintă agricultura. Terenul agricol al județului Harghita cuprinde 406,4 mii hectare, din care 92,7 mii ha teren arabil, revenind în medie circa 1,15 ha pe cap de locuitor. Pajiștile naturale ocupă 312,3 mii ha, asigurând condiții deosebit de favorabile creșterii animalelor, sector preponderent în formarea veniturilor populației. În ceea ce privește structura culturilor, există o diferențiere între zonele din județ. În zona Odorheiu Secuiesc și Cristuru Secuiesc, cu climă mai blândă, cerealele păioase și porumbul ocupă cea mai mare parte a suprafețelor arabile, alături de legume, sfeclă de zahăr, in pentru fuior și cartofi. În zonele Ciucului, Gheorgheni și Toplița, culturile de păioase (grâul de toamnă, orzoaica, ovăzul) și cartoful ocupă locul principal în asolament, urmate de in pentru fuior și sfeclă de zahăr. Cartoful de consum și de semințe de categorii biologice superiore se cultivă pe suprafețe mari în localitățile Tușnad, Sânmartin, Sânsimion și Miercurea Ciuc.
Apa minerală este un factor important al economiei din cele trei județe. În România, 40% din apa minerală îmbuteliată provine din Ținutul Secuiesc. Această regiune este rezerva naturală de apă minerală a Europei. În lista celor mai puternice branduri din România, Borsec stă pe primul loc, dar și Perla Harghitei și Perla Covasnei ocupă un loc semnificativ.

### Transport

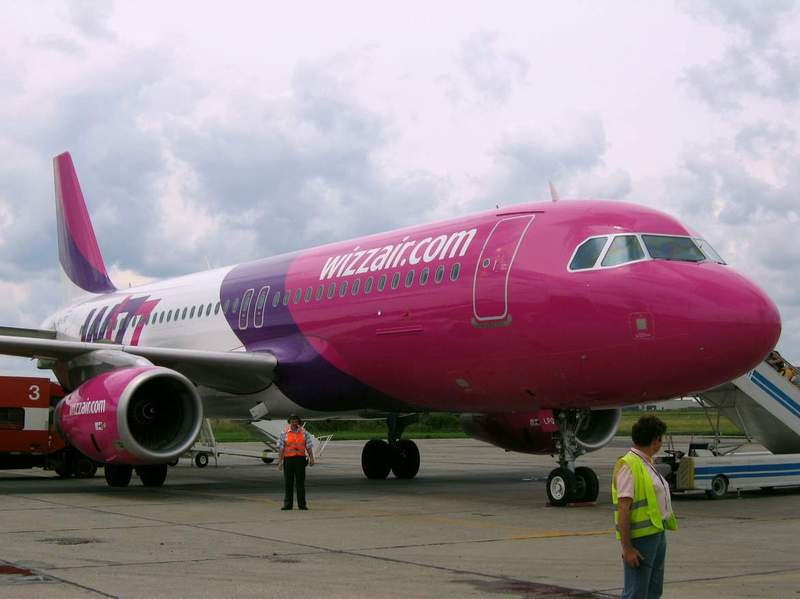
O aeronavă de tip Airbus A320 pe pista aeroportului din Târgu Mureș, singurul aeroport din vechiul Ținut Secuiesc

Prin așezarea sa geografică, Ținutul Secuiesc reprezintă o zonă de intersecție a mai multor magistrale de transport, care leagă nordul de sudul Europei și vestul de estul acesteia. Pe de altă parte, rețeaua de transport din vechiul Ținut Secuiesc asigură legătura între rețeaua de transport comunitară și rețeaua de transport a statelor necomunitare vecine din Europa de Est și Asia. Totuși, datorită investițiilor, reparațiilor și întreținerii insuficiente, infrastructura de transport nu satisface nevoile economiei actuale.
Prima linie feroviară din regiune a fost dată în folosință în 1871 și a legat Târgu Mureșul cu Lunca Mureșului. Linia Târgu Mureș - Deda - Gheorgheni - Miercurea Ciuc - Sfântu Gheorghe - Brașov a fost finalizată în 1909. Aici, căile ferate se chemau székely körvasút ("calea ferată circulară secuiască") și făcea legătura feroviară între toate orașele importante din vechiul Ținut Secuiesc.
Traficul feroviar a devenit în ultimii decenii neprofitabil, deoarece multe orașe nu sunt conectate direct (distanța dintre Odorheiu Secuiesc și Miercurea Ciuc cu mașină este 42 de km, iar cu trenul 250 de km). Calea ferată îngustă dintre Târgu Mureș și Sovata a fost desființată. După statistici, cele mai profitabile trenuri sunt cele care leagă vechiul Ținut Secuiesc cu Budapesta - Ady Endre (Budapesta-Târgu Mureș), Corona, Hargita (Budapesta-Brașov) - și InterCity-ul pe ruta Târgu Mureș-București.

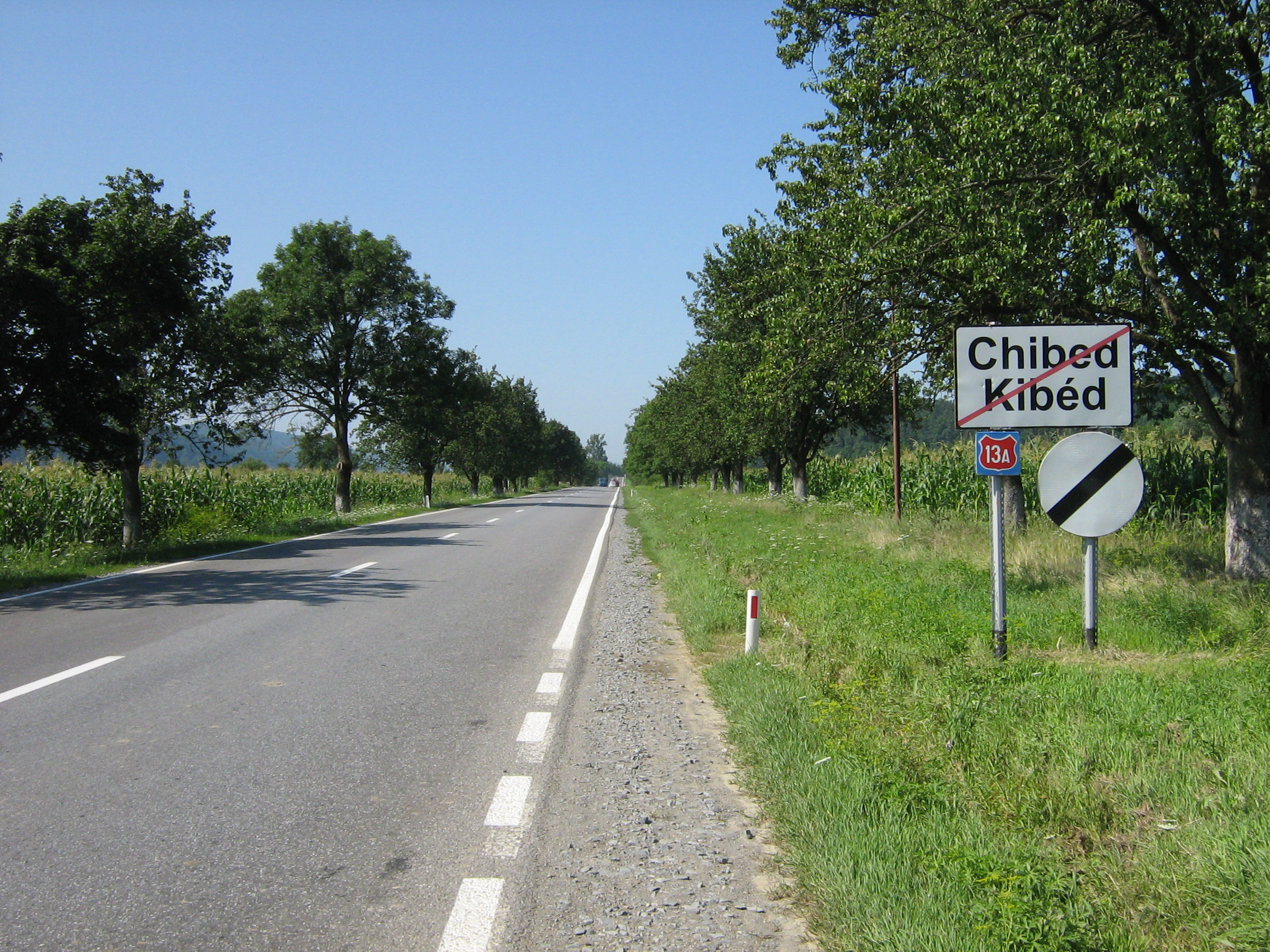
DN15 la Chibed, județul Mureș

Cele mai recente lucrări sunt menite să aducă principalele șosele ale regiunii la nivelul rețelei de coridoare europene. Au fost începute mai multe proiecte de modernizare a rețelei de coridoare europene, finanțate din fonduri ISPA și din împrumuturi garantate de stat de la instituțiile financiare internaționale. Guvernul urmărește finanțarea externă sau parteneriate public-private pentru alte modernizări ale rețelei rutiere, și în special ale autostrăzilor. Autostrada Transilvania, aflată în stadiu de construcție, va trece prin vestul regiunii, prin județul Mureș (aproape de orașul Târgu Mureș), și există în plan construcția unei autostrăzi care să lege Târgu Mureș de Iași, traversând de la vest la est regiunea, prin județele Mureș și Harghita.
Aeroportul „Transilvania” Târgu Mureș a fost înființat în anul 1936. Primele zboruri au fost executate spre Budapesta și Cluj cu aeronave de tip Li 2. De a lungul existenței sale, aeroportul din Târgu Mureș a suferit o serie de modificări și modernizări. În timpul celui de al Doilea Război Mondial, armata germană și cea maghiară a modernizat și consolidat infrastructura aeroportului. Odată cu schimbarea locației pe actualul amplasament în anul 1969 s-a construit un nou sediu cu toată infrastructura de bază. Astăzi aeroportul găzduiește mai mulți operatori aerieni (Cimber Air, Malév, Tarom, Wizz Air) care în fiecare zi au curse spre Barcelona, Budapesta, Billund, București, Bologna, Dortmund, Londra, Madrid, Milano, Paris sau Roma.
Principalele mijloace de transport în comun sunt autobuzele și microbuzele, în general operate de regii autonome administrate de autoritățile locale. În niciun oraș din vechiul Ținut Secuiesc nu circulă troleibuze sau tramvaie. Târgu Mureșul are cel mai complex transport urban din regiune, unde autobuzele circulă în peste 30 de linii. În oraș transportul comun este garantat de o asociere public-privată.

### Turism
Ținutul Secuiesc este cunoscut în special pentru peisajul său montan și pentru stațiunile balneare cu izvoare de ape minerale și beneficiază și de un patrimoniu cultural bogat. Unele dintre cele mai valoroase elemente de patrimoniu arhitectural și iconografic din țară, precum biserica fortificată de la Dârjiu (inclusă de UNESCO în Patrimoniul Mondial), capela Sf. Ștefan din Sânzieni (unul dintre cele mai vechi edificii religioase din țară, ridicat în secolul al XII-lea), frescele de la Ghelința (unul dintre cele mai vechi monumente de pictură narativă în stil gotic din România, din prima jumătate a secolului al XIV-lea) se împletesc cu un foarte bogat patrimoniu etnografic ce poate fi văzut nu doar în spațiile unor muzee (precum Muzeul Ciucului), ci adesea și pe viu, cu prilejul unor sărbători religioase celebrate în diverse sate din regiune.

#### Scaunul Ciuc

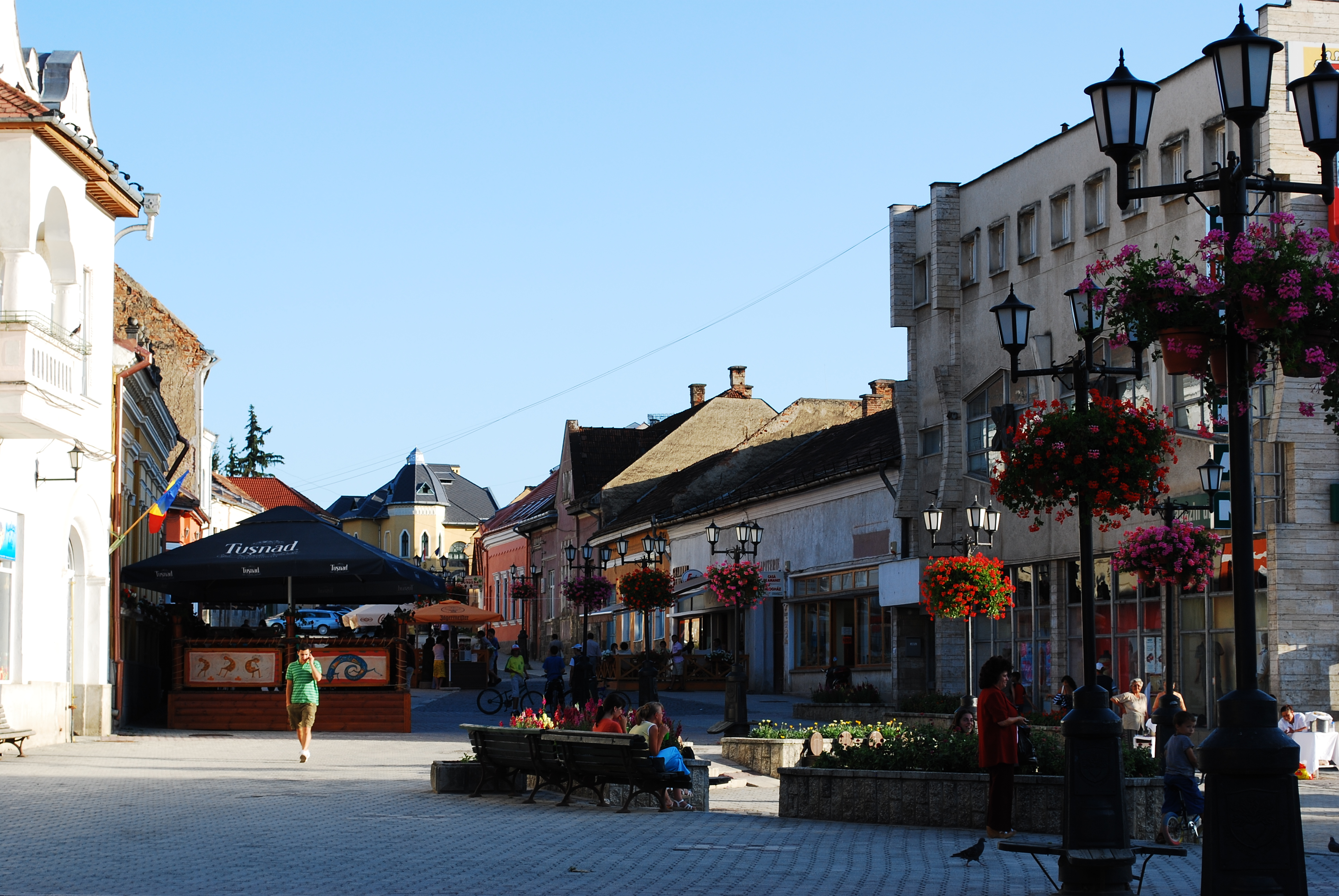
Clădiri din orașul Miercurea Ciuc

Miercurea Ciuc a fost în istorie reședința Scaunului Ciuc, deoarece a avut cea mai puternică economie din regiune. Arhitectura orașului este una foarte variată. În centrul orașului se găsesc clădiri cu valori istorice construite în stilurile gotic, baroc, eclectic, secesionist sau neoclasicist, iar multe zone din oraș sunt dominate de postmodernismul lui Imre Makovecz. Arhitectul din Budapesta are mai multe biserici și clădiri construite în Miercurea Ciuc.
Ca instituție de sine stătătoare, muzeul din Miecurea Ciuc a luat ființă în 1950 în Castelul Mikó. Instituția a moștenit materialul existent al Muzeului Secuiesc al Ciucului din anii 1930, precum și colecția muzeală a gimnaziului catolic. După revoluția din 1989 se numește din nou Muzeul Secuiesc al Ciucului. Pe lângă rolul științific ce-l are, Muzeul Secuiesc al Ciucului este și un reper turistic important al regiunii, expozițiile sale fiind vizitate anual de mai bine de 15,000 turiști de peste hotare. Curtea interioară a cetății – în timpul verii – este un important loc de desfășurare a unor prestigioase programe culturale, între care Festivalul Muzicii Vechi (în maghiară Régizene fesztivál) renumit și peste hotare.

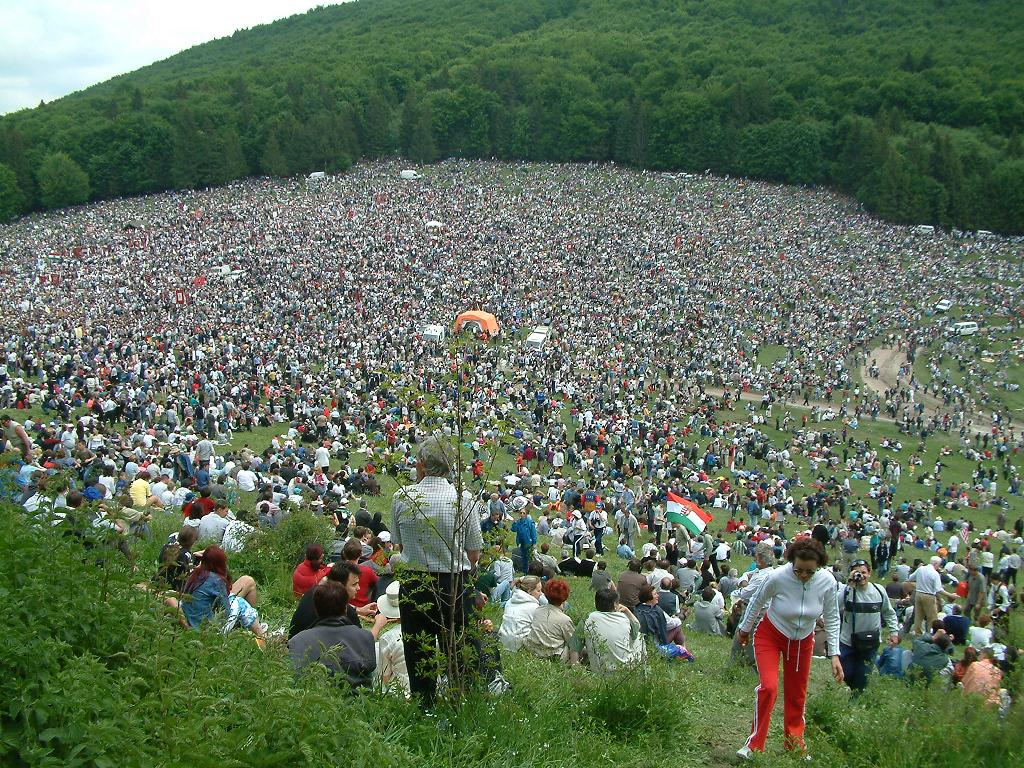
Sute de mii de maghiari participă în fiecare an la pelerinajul de Rusalii din Șumuleu Ciuc

Șumuleu Ciuc este un cartier al municipiului, situat la 3 km de centrul Miercurii Ciuc, în direcția nord-est, pe malul pârâului Șumuleu. Prima biserică franciscană a fost construită în anii 1442–1448, pe locul vechii biserici, ca urmare a comemorării legendarei victorii a catolicilor asupra trupelor regelui protestant de rit unitarian Ioan Sigismund Zápolya. Au urmat două extinderi cu capele în anii 1530 și 1649. Biserica a fost de mai multe ori devastată de inamici, în anii 1553, 1601, 1661, 1694 și 1705. Fiind grav deteriorată, a fost demolată în 1802. Biserica actuală a fost construită între anii 1802–1824 în stil baroc, lucrările pentru finisarea interioară ținând 72 de ani. Statuia Sfintei Fecioare din secolul al XIV-lea este o capodoperă a sculpturii în lemn. Ridicată între anii 1515–1520, este cea mai mare dintre toate sculpturile acelei perioade. Școala mănăstirii romano-catolice a oferit învățământ liceal încă din anul 1630. La pelerinajul de Rusalii, în fiecare an, participă credincioși catolici din fostul Ținut Secuiesc, care își iau locul după o anumită regulă; li se alătură în fiecare an și credincioși catolici din România și din alte țări, îndeosebi maghiari.
Miercurea Ciuc este zona sporturilor de iarnă. Echipa de hochei este renumită și peste hotare, iar patinoarul acoperit „Vákár Lajos” a devenit simbolul orașului și este căutat în tot parcursul anului. Sub cupola acestei instituții au fost organizate mai multe campionate mondiale, în tribune sunt aproape 2.000 de locuri. Grupul de statuete din fața patinoarului este opera sculptorului Gábor Tőrös. În spatele clădirii se află un patinoar pentru patinaj de viteză.
Ziua celor „1.000 de fete de secui” a fost organizată pentru prima dată în anul 1931 la inițiativa renumitului etnograf Pál Péter Domokoș având drept scop păstrarea tradițiilor și portului popular. În acea perioadă se considera că acestea sunt uitate de tinerele care pleacă din regiune în căutarea unui loc de muncă. Manifestările au fost interzise de comuniști și au fost reluate numai după 1989.

#### Scaunul Mureș

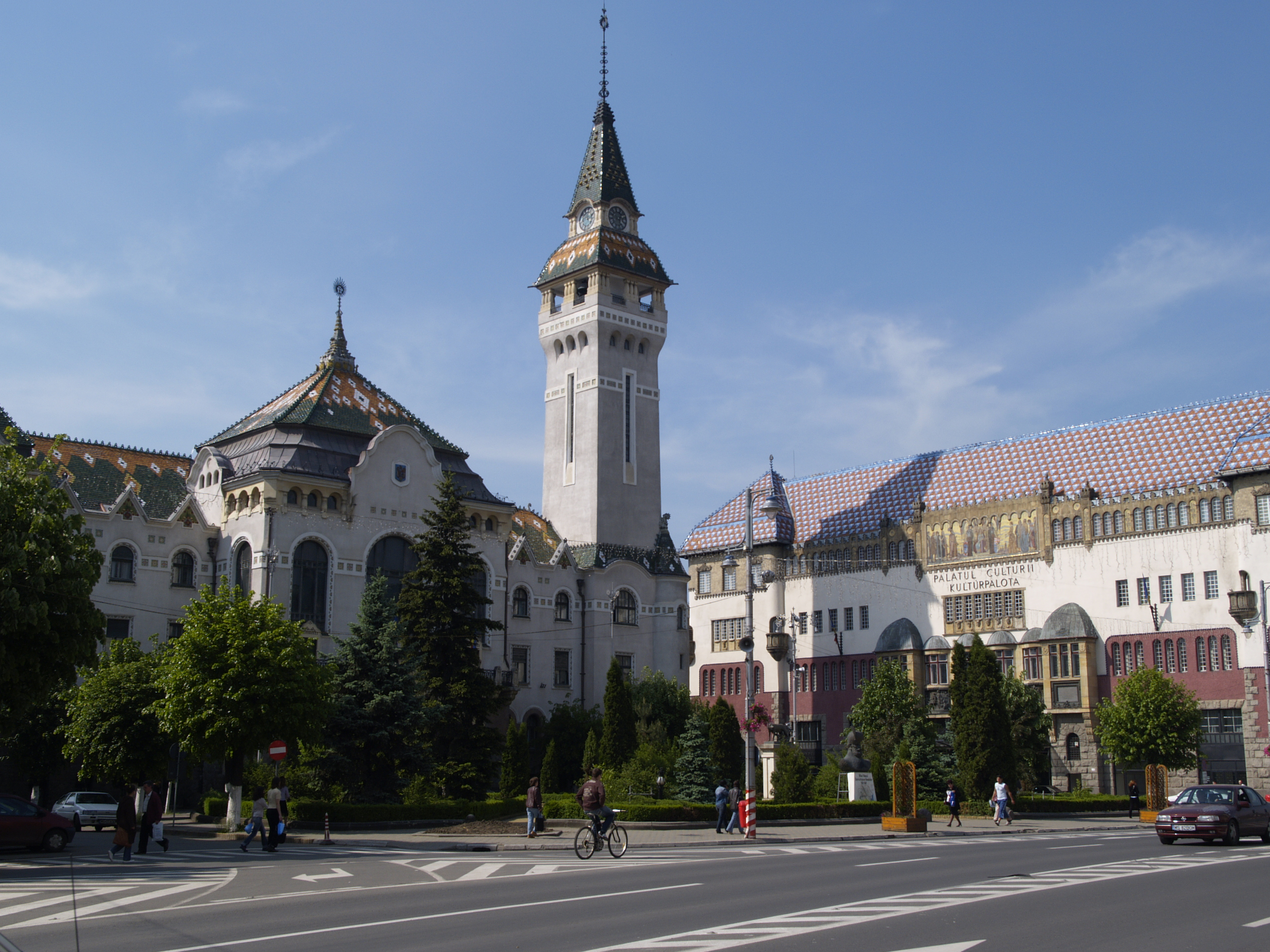
Palatul Administrativ și Palatul Culturii au fost construite la începutul secolului al XX-lea

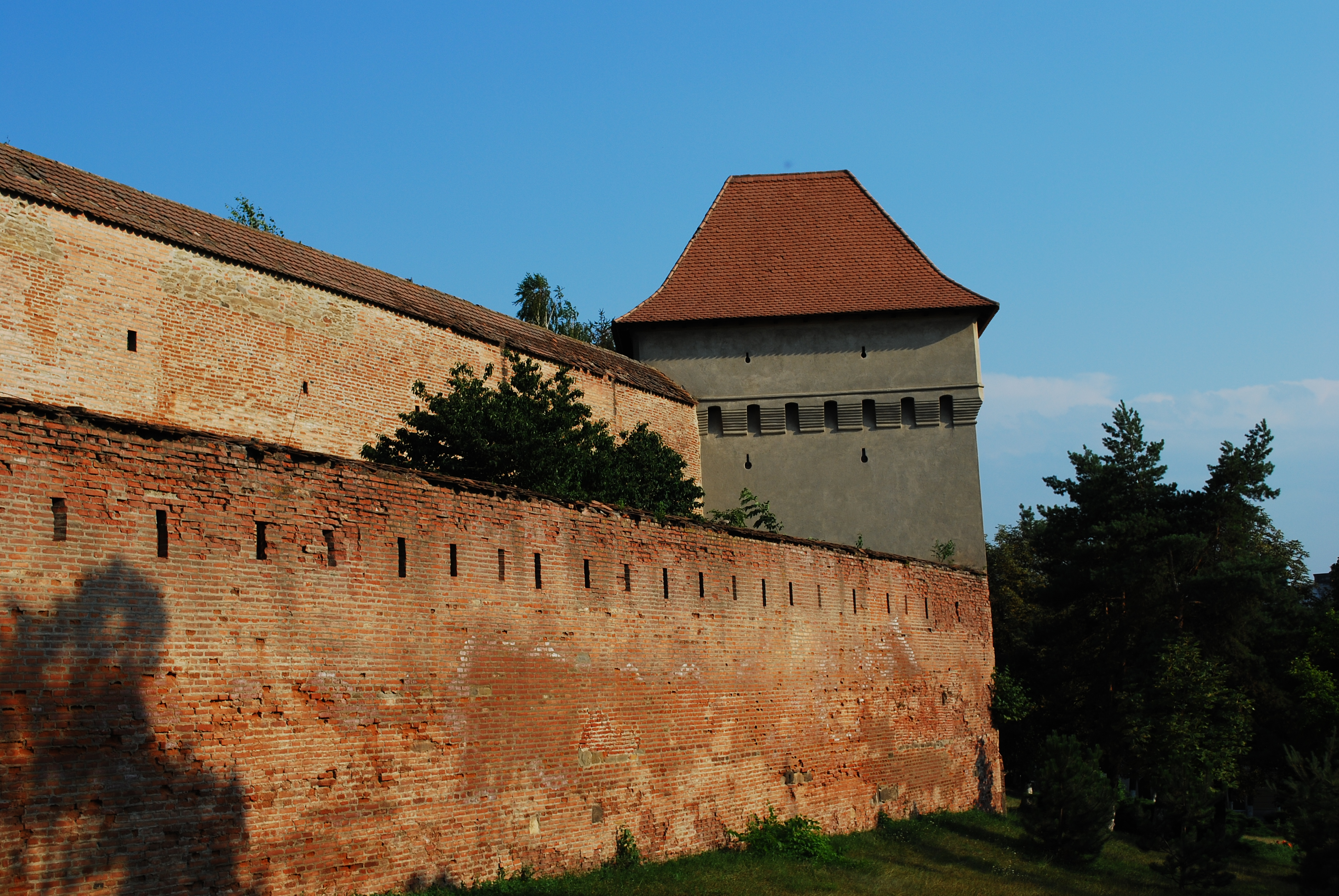
Cetatea medievală din Târgu Mureș

Centrul cultural, economic și educațional al Ținutului Secuiesc este Târgu Mureș. Orașul are o ofertă bogată în ceea ce privește activitățile specifice turismului. Piața centrală, Piața Trandafirilor, renumită datorită trandafirilor care împodobesc piața în ultimii zeci de ani, este locul în care se desfășura „Târgul de pe Mureș”, fiind totodată și punctul central din care orașul a început să se extindă. În Piața Trandafirilor se regăsesc și principalele simboluri arhitecturale ale orașului. În partea sudică a pieții se află cele două clădiri impozante construite în stil Art Nouveau (secesiunea vieneză sau Jugenstil), preponderent în arhitectura Ungariei din perioada dualismului austro-ungar. Palatul Culturii și Palatul Administrativ (inițial a fost primăria) au fost construite după planurile arhitecților din Budapesta Marcell Komor și Dezső Jakab, la comanda făcută de primarul târgumureșean György Bernády.
Un alt reper al orașului și totodată un punct turistic important este Cetatea medievală. Construită la începutul secolului al XVII-lea de Tamás Borsos cu ajutorul lui István Báthory, are ziduri și bastioane puternice, bine păstrate până astăzi. Cetatea are în incintă Biserica Reformată, din secolul al XIV-lea, construită în stil gotic. În timpul reformei protestante, populația orașului a devenit în majoritate reformată (calvină), motiv pentru care fost schimbat și cultul bisericii. Din această perioadă a rămas legenda potrivit căreia crucifixul făcut de Veit Stoss a fost aruncat în râul Niraj și așa a ajuns în Valea Nirajului, în Eremitu. Această regiune a purtat și numele de Sfântul Pământ, deoarece o parte dintre secui au rămas la ritul romano-catolic, n-au devenit protestanți. În această biserică, imensă ca mărime, au fost ținute mai multe adunări și aici a fost ales Francisc Rákóczi al II-lea principe al Transilvaniei.

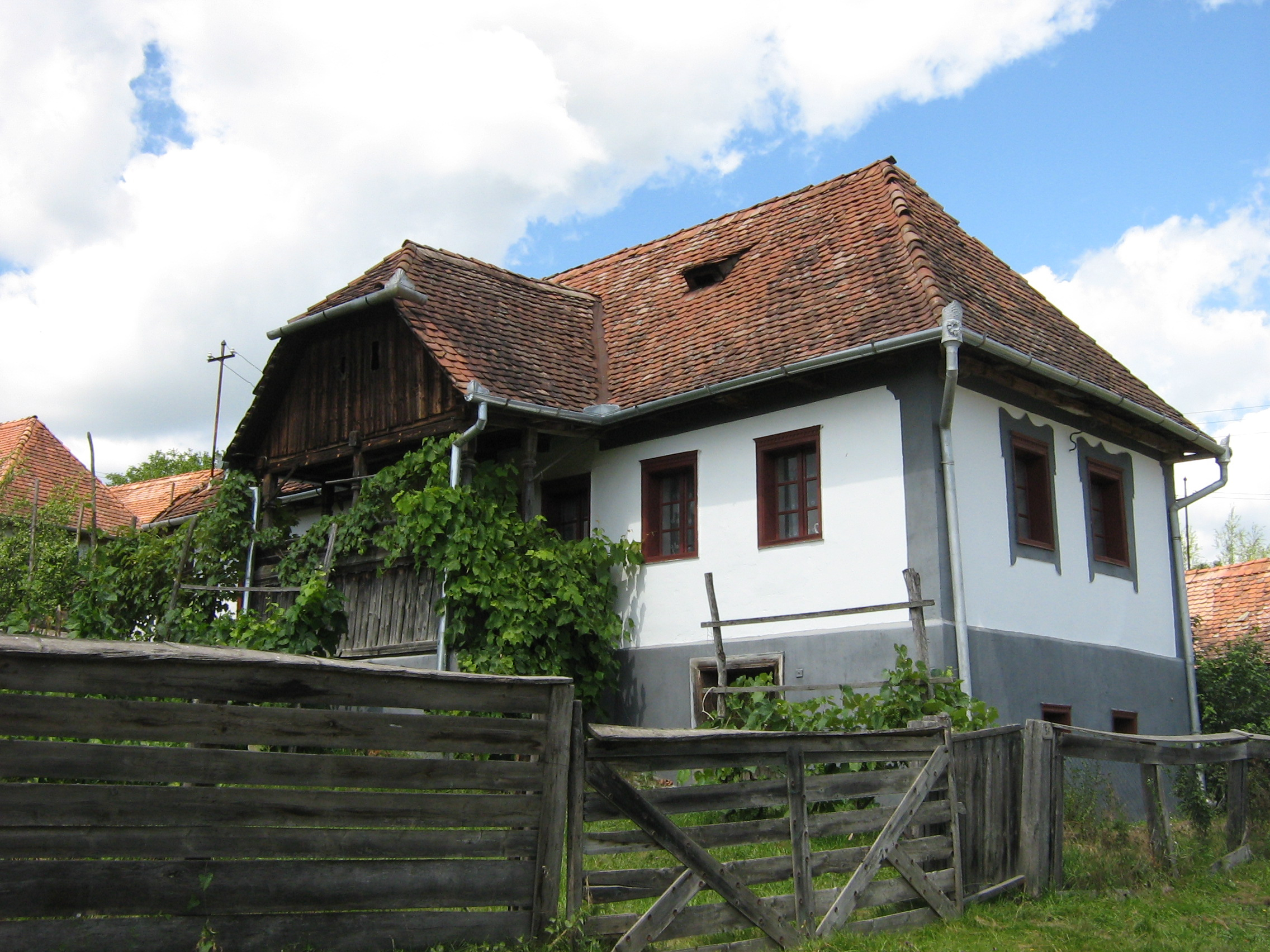
Casă tradițională din Abud

Facilitățile existente în Târgu Mureș pentru timpul liber și agrement sunt în strânsă legătură cu așezarea geografică a orașului. Orașul fiind amplasat pe cursul râului Mureș, a fost posibilă construirea unui complex de agrement. În interiorul complexului există mai multe bazine de înot și unul pentru plimbări cu barca, acesta din urmă comunicând direct cu râul Mureș. Tot aici se află o serie de terenuri sportive pentru practicarea unor sporturi (tenis, fotbal, volei). În apropierea complexului se desfășoară Festivalul Peninsula, unul din cele mai mari festivaluri din România.
Sovata este una dintre cele mai populare stațiuni climatice și balneare din România. Orașul are o clima subalpină, cu veri răcoroase (temperatura medie în iulie este de 18,5 °C) și ierni blânde (temperatura medie în ianuarie este de −3,5 °C). Temperatura medie anuală este de 7,6 °C, iar media anuală a precipitațiilor este de 750 mm. Renumele Sovatei se datorează lacurilor Ursu (46.000 m²), Aluniș (9.000 m²), Verde (5.000 m²), Negru, Roșu, Mierlei și Șerpilor, cu ape clorurate (cu concentrație mare — de la 40 la 250 gr/litru) și sodice, prezentând fenomenul de heliotermie (vara, temperatura apei variază în funcție de acumularea căldurii solare în apa sărată, apa caldă fiind protejată de un strat de apă proaspată provenită din râulețe, care nu se amestecă cu apă sarată, ci se menține la suprafață, acționând ca un izolator termic). Acest lucru face ca vara temperatura Lacului Ursu (18,4 m adâncime), cel mai mare lac heliotermal, să varieze între 10–20 °C la suprafață, 30–40 °C la adâncimea de 1 m și 40–60 °C la adâncimea de 1,5 m.

#### Scaunul Odorhei

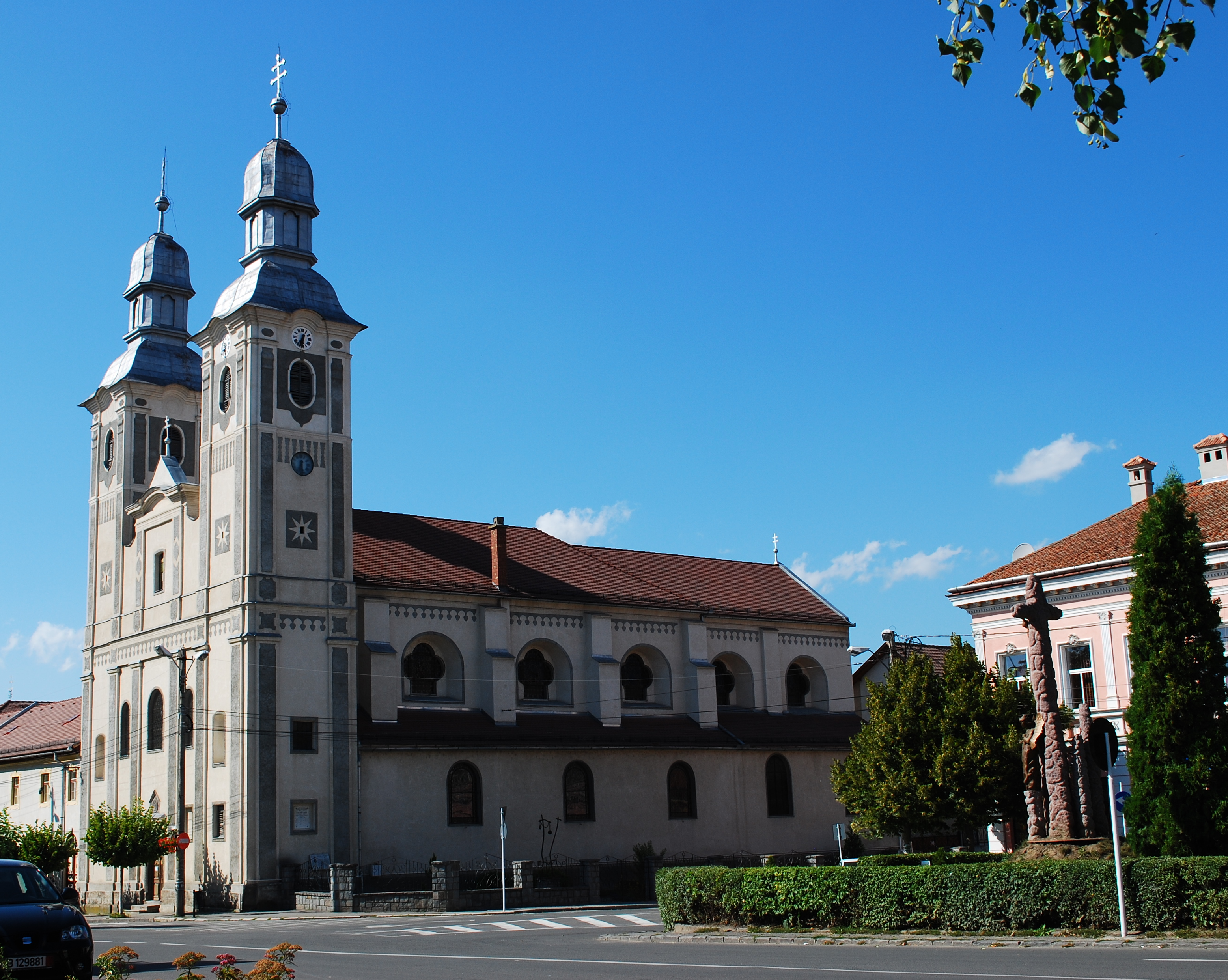
Biserica romano-catolică

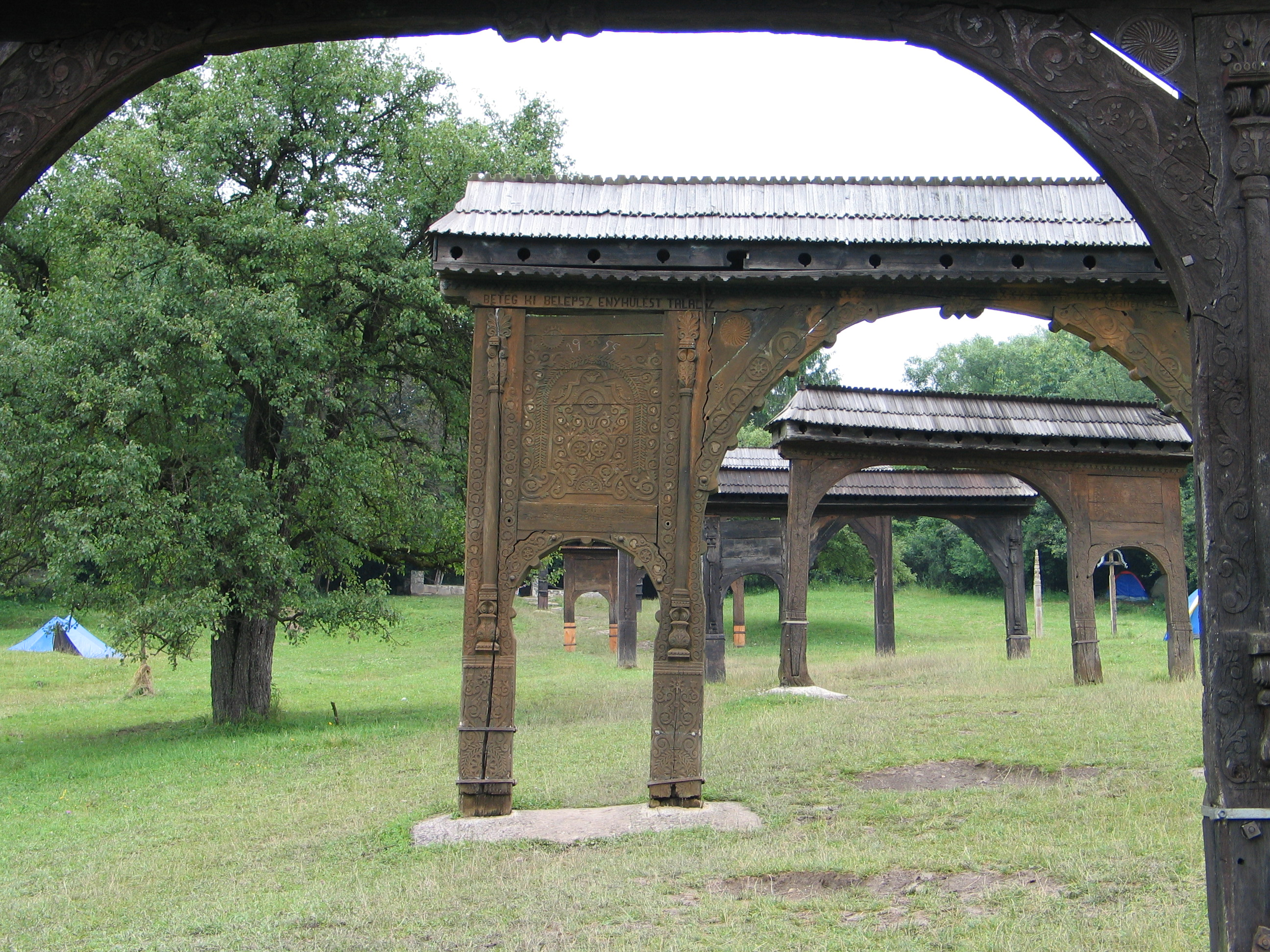
Prin porțile secuiești se poate ajunge la mormântul lui Balázs Orbán din Băile Seiche de la Odorheiu Secuiesc.

Obiectivele turistice din Odorheiu Secuiesc se concentrează în centrul orașului: piața centrală, muzeul orășenesc, biserici construite în stil baroc, parcul comemorativ. Capela Isus (capela Inima lui Isus, capela Sf. Inimă), despre care se presupune că a fost construită ca biserică sătească, este o rotundă romanică, cu un plan de trifoi, întărită cu un zid de piatră. Este cea mai de seamă construcție arhitecturală ecleziastică și monument istoric al orașului și al imprejurimilor.
Fortăreața medievală Székely Támadt are patru bastioane: bastionul Fóris (dreapta, față), Hajdú (octogonal, spate), Bánffy (stânga, spate), și Telegdy (stânga, față), cu rămășițele restaurate. Cetatea renascentistă, cu bastioanele în stil italian vechi și nou, a fost construită în mai multe etape (1490-1492, 1561-1565) în locul mănăstirii dominicane și franciscane de odinioară. Cetatea, în starea ei de astăzi, a fost construită de János Zsigmond între anii 1562-1565, pentru a-i opri pe secuii răzvrătiți împotriva lui și pentru a fi sprijinul puterii represive a principelui.
Biserica și claustrul franciscan sunt monumente istorice. Grupul de clădiri evocă stilul baroc al centrului orașului, biserica fiind totodată cea mai veche din centru și a fost construită între anii 1728-1728. Cele două turnuri au fost clădite într-un stil baroc târziu și clasicist, cu o poartă de intrare cu caracter renascentist. Cronologic, mănăstirea ocupă locul al nouălea printre mănăstirile transilvănene.
Biserica reformată din centrul orașului a fost construită între anii 1780–1781 de profesorul-rector Backamadarasi Kis Gergely, a cărui monogramă este trecută pe acoperișul bisericii. La marginea parcului din centru se înalță statuia lui Balázs Orbán (1829–1890), opera sculptorului László Hunyadi din Târgu Mureș.
Clădirea parohiei romano-catolice a fost construită probabil la începutul secolului al XVII-lea. Construirea clădirii este legată de activitatea iezuiților; de altfel, tot ei au construit și prima clădire a gimnaziului. În partea dreaptă se află bustul lui Áron Tamási, dezvelit în 1993. Anul înființării școlii romano-catolice este 1593.
Clădirea Comitatului (a primăriei de astăzi) este un monument arhitectural ridicat între anii 1895–1896 în perioada Austro-Ungariei, în stil eclectic.
Băile Seiche este microstațiunea balneară și de agrement a odorheienilor. Aici se află monumentul funerar al scriitorului, istoricului, etnografului, politicianului și omului vieții publice, Balázs Orbán. Muzeul de porți secuiești în aer liber prezintă o mică parte a valorilor artei populare și ahitecturale din zonă. Muzeul Rezső Haáz din Odorheiu Secuiesc, cu ajutorul mai multor protectori ai muzeului local, a adunat și a expus 14 porți secuiești. Baia cu apa încălzită din microstațiune se alimentează dintr-un izvor sulfuros, de la care provine și numele localității Băile Seiche. Izvorul de mare debit, cu disulfid de carbon și sulf, se află în parte de sud a mlaștinii terapeutice, a cărei apă este încălzită este folosită la băi calde și terapeutice. Pe teritoriul de două hectare, dintre izvorul de apă minerală de la Băile Seiche și baia caldă, s-au format 28.000 metri cubi de turbă, străbătută de mai multe izvoare de apă minerală.

#### Trei Scaune

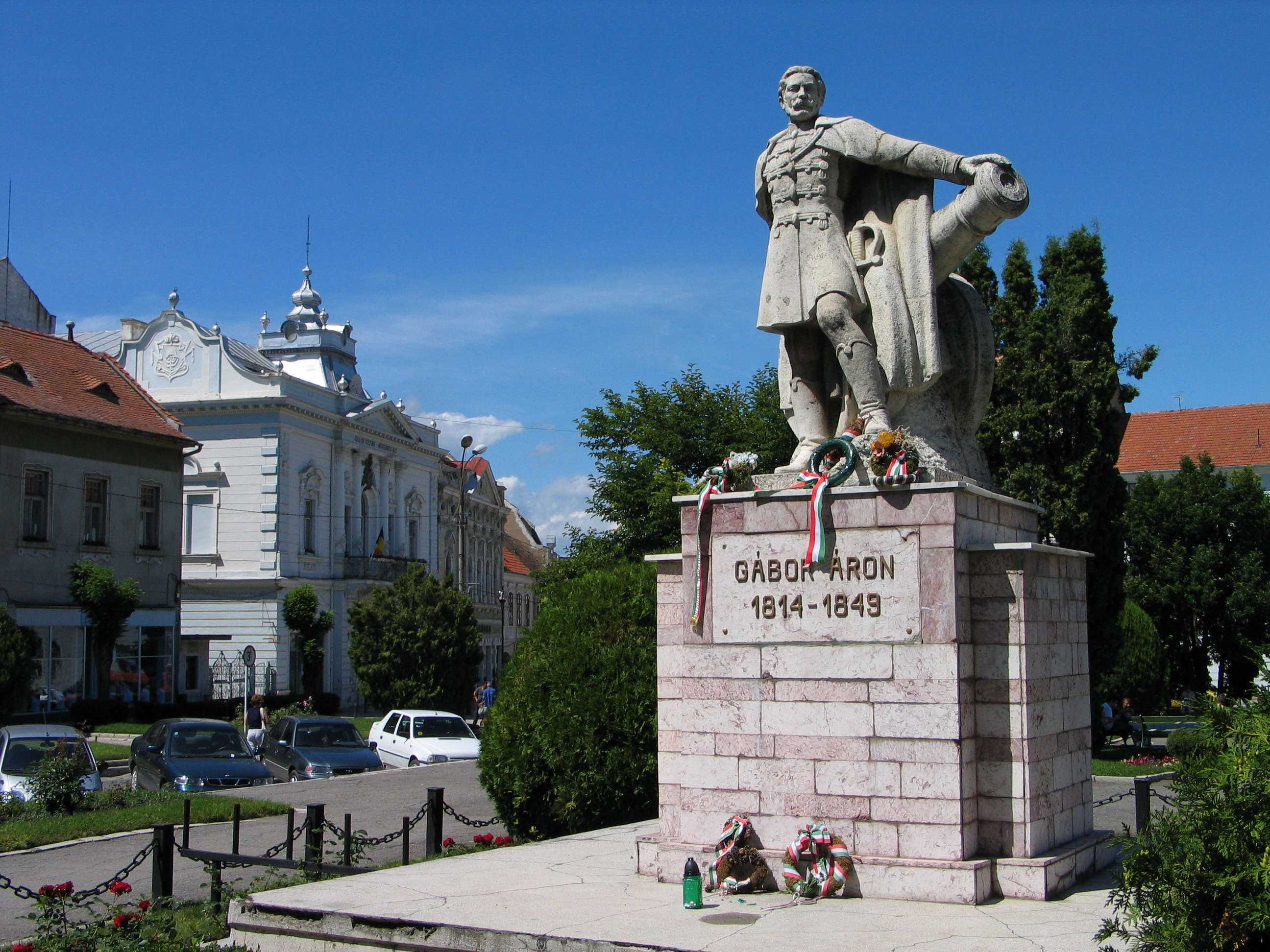
Statuia lui Áron Gábor din Târgu Secuiesc

Orașul Sfântu Gheorghe are în administrare stațiunea balneoclimatică Șugaș Băi, cunoscută pentru apele minerale carbogazoase și gazele mofetice indicate în bolile de inimă și cele ale aparatului circulator. Aflată la o distanță de 8 km de municipiu, stațiunea Șugaș este o atracție turistică tot anul. Dispune de o pârtie de schi de dificultate medie și de instalație de transport pe cablu (teleschi). Cazarea turiștilor este asigurată în hoteluri, vile și pensiuni de calitate.
La inițiativa societății civile autoritățile locale organizează festivalul Zilele Sfântu Gheorghe.
Centrul Târgului Secuiesc este de formă ovală (fostă piață a orașului), are un stil unic în Europa: din el ies în forma razelor soarelui așa-numitele udvarterek (în traducere aproximativă "curți"), niște străduțe înfundate (în oraș există 72 asemenea "străduțe"). Acestea au luat ființă odată cu dezvoltarea orașului, când familiile de meștesugari au început să construiască în grădinile din spatele clădirilor principale (care dădeau spre centru) alte case, cu acces ușor în piață. Pe ultimul teren construibil au fost ridicate case în așa fel, încât să blocheze accesul din afara pieței. Accesul în centru se face prin patru străzi de la "colțul" pieții. Începând cu deceniul al optulea al secolului al XIX-lea, casele mici, de lemn, ale meșteșugarilor au fost înlocuite treptat de casele din piatră, etajate, ale negustorilor. Imaginea panoramică a orașului reflectă centrul mic, îngust, cauzat de aglomerarea caselor.
Stațiunea Covasna este cea mai renumită stațiune balneoclimatică din țară pentru tratarea afecțiunilor cardio-vasculare, orașul având peste zece hoteluri și nenumărate pensiuni, un spital de profil cardiologic (Cardiologie Covasna) cu baze de tratament de profil moderne.
În centrul orașului se află "Balta Dracului", denumire dată de localnici, restul unei erupții vulcanice. În secolul al XVIII-lea au fost înregistrate mai multe erupții ale acesteia.

## Cultură

### Simboluri

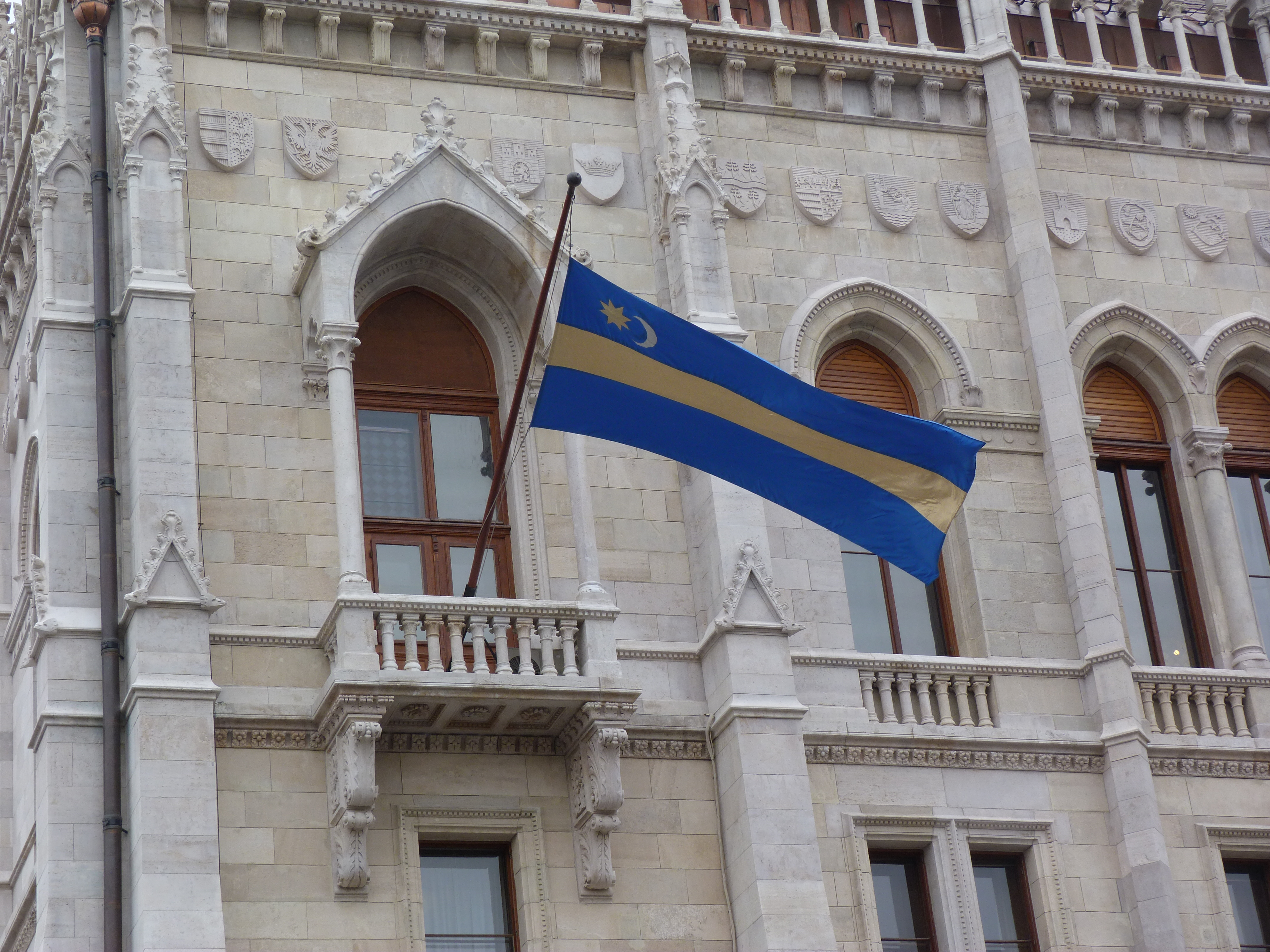
Steagul secuiesc

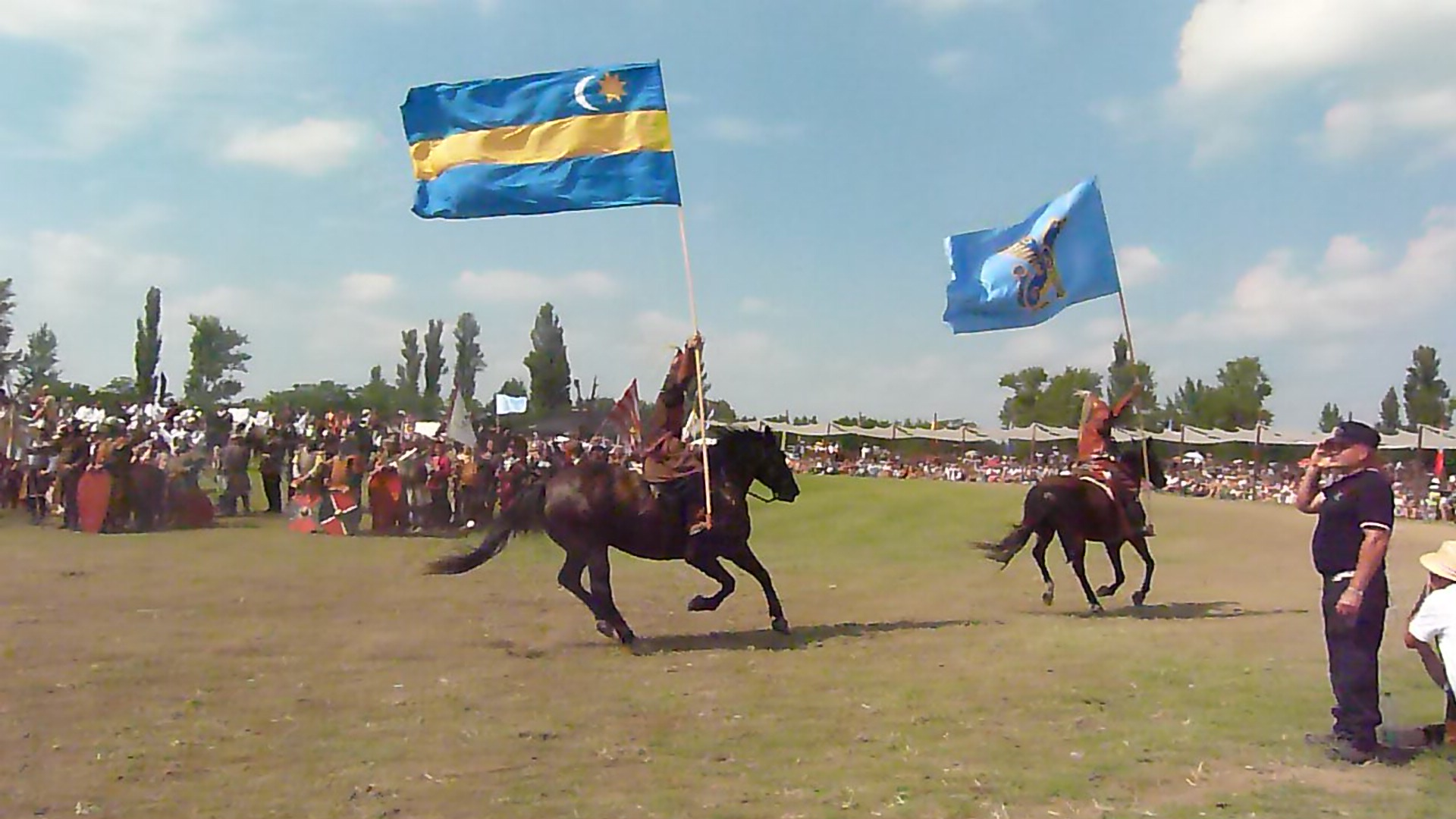
Steagul secuiesc

Mărturii ale simbolurilor secuiești s-au păstrat încă din secolul al XV-lea. După formarea Principatului autonom al Transilvaniei, – pe lângă alte elemente, ca acvila, șapte turnuri/bastioane, stema de neam al domnitorului – soarele și semiluna au apărut pe sigiliile principilor, pe monedele emise de aceștia, încă din anul 1580. Legiferarea simbolului perechii de aștri, Soarele și semiluna drept simboluri secuiești s-a produs în anul 1659 de către Dieta Transilvaniei. Articolul 3 al legii emise după adunarea Dietei ținută la Sebeș, între 24 mai și 25 iunie 1659 precizează: “Sigiliul secuimii să prezinte soarele și semiluna”, să fie circumscris: “Sigillum nationis Siculicae”. Tot atunci s-a legiferat, ca cele șapte cetăți să reprezinte sașii, iar acvila să simbolizeze comitatele din Ardeal, mai precis, nobilimea comitatelor. Aceste simboluri au alcătuit stema Transilvaniei de-a lungul secolelor, apărând împreună pe sigiliile, monedele, stemele principilor. Legiferarea stemei Transilvaniei, formată din simbolurile comitatelor, ale secuilor și ale sașilor a avut loc în 1765, odată cu ridicarea la rang de Mare Principat, de către Maria Terezia a Austriei.
Stema Transilvaniei s-a păstrat nemodificată după unirea Transilvaniei cu România, fiind inclusă în stema Regatului României, adoptată în 1921, apoi în stema României de azi, legiferată în 1992. Simbolurile secuiești s-au păstrat și în stemele unităților administrative de pe teritoriul Ținutului Secuiesc. Astfel în stemele județelor Trei Scaune și Ciuc din perioada interbelică, legiferate prin „Monitorul Oficial” nr. 222/08.10.1928, în stemele județelor Covasna și Harghita din perioada socialistă, legiferate în 1972, s-au păstrat simbolurile aștrilor.
În stema României de azi adoptată de Parlamentul țării, în cartierul a 4-lea, care reprezintă Transilvania cu Maramureșul și Crișana, apare perechea de aștri, Soarele și semiluna. Acest simbol al perechii de aștrii, în câmp albastru un soare de aur și o semilună de argint, s-a păstrat de-a lungul secolelor. Soarele și semiluna nu sunt doar simboluri secuiești, aștrii apar de exemplu în stema României în cartierele reprezentând Țara Românească și Moldova, apar frecvent pe monumente funerare din toată țara, ca simboluri solare, dar în cazul prezentat ele sunt simboluri secuiești.

#### Imnul secuiesc
Articol principal: Imnul secuiesc
Imnul secuiesc a fost scris de Csanády György și a fost compus de Mihalik Kálmán în 1921. Intenția autorilor n-a fost crearea unui imn statal, iar opera lor niciodată n-a încăpătat un statut oficial, însă a devenit foarte popular în Ungaria și Transilvania, unde este cântat multe ori îmreună cu Himnusz și Szózat.

### Scrierea maghiară veche
Scrierea maghiară veche (în maghiară székely magyar rovásírás, „scriere pe răboj”) reprezintă un alfabetul care a fost utilizat de către maghiari, despre care au rămas dovezi arheologice, etnografice și scriese mai ales în estul Transilvaniei, în Ținutul Secuiesc. Alfabetul a fost răspândit Ungaria, mai ales până în secolul al X-lea, când regele Ștefan cel Sfânt, sub influența Bisericii Romei, a impus alfabetul latin. A mai fost folosit, ocazional, până prin 1850. Textele redactate cu alfabetul apar scrise, alternativ, cel mai adesea de la dreapta la stânga, mai rar de la stânga la dreapta. Inițial alfabetul a fost utilizat la crestarea răbojului: întâi se scria un rând (o latură) a răbojului, de exemplu de la dreapta la stânga, apoi, după terminarea rândului, răbojul se rotea la 90 de grade, capătul rândului devenind începutul rândului următor, răsucindu-l totodată cu următoarea latură nescrisă în sus (răbojurile aveau secțiune pătrată), scrierea continuându-se tot de la dreapta la stânga ș.a.m.d., până la completarea celor patru laturi .

### Gastronomia
Gastronomia din Ținutul Secuiesc face parte din cea maghiară, fiindcă combinația între tipurile de carne folosite (porc, vită, pui), condimentele (paprica, ardei, pătrunjel, cimbru, mărar, leuștean, tarhon, usturoi, ceapă) și legumemele preferate (cartofi, varză, castraveti, gogoșari) sunt în mare parte asemănătoare, dar totodată oamenii din regiune, care trăiesc mai ales în depresiuni, munți și dealuri au trebuit să acomodeze condiților geografice, astfel au creat o lume specifică de arome.
Caracteristica de bază este combinația unturii cu boia și folosirea smântânii - acesta este și modul de a găti un fel de tocănița (în maghiară maghiară pörkölt), procedura de prăjire, de înăbușire și folosirea rântașului. Popularitatea cărnii de porc și a unturii are originea în timpul invaziei turcești, deoarece soldații turci au rechiziționat toate animalele în afară de porci. În timp ce alte națiuni obțin uleiul prin presare, maghiarii obțin grăsime din topirea slăninei. Aroma specială astfel obținută dă mâncării un gust unic. Adăugarea boiei completează baza folosită pentru tocăniță (în maghiară pörkölt), gulaș secuiesc (în maghiară székely gulyás) și papricași (în maghiară paprikás).
Cea mai populară specialitate din Ținutul Secuiesc este cozonacul secuiesc sau pe numele originală kürtös kalács, ce se poate găsi aproape în toate orașele mari din România. Importanța acestei mâncări în viața comunității o reprezintă faptul că exist mai multe legende care povestesc originea colacului: Secuii vazând ca tătarii se apropie din ce în ce mai mult, au luat decizia de a se ascunde. Unii s-au retras în munți, alții și-au găsit refugiu în pesterile Budvár și Rez. Neputând ataca astfel pe secuii ascunși în munti, tătarii au hotarât că vor rămâne acolo până când secuii nu mai rezistă de foame și vor ieși din peșteră. A trecut destul de mult timp când odată atât secuii, cât și tătarii au rămas fără merinde. Atunci o secuiancă a adunat toată faină rămasă, a amestecat cu cenușă și a prăjit colaci uriași pe care le-au agățat pe prăjine și le-au aratat tătarilor, care au plecat supărați.

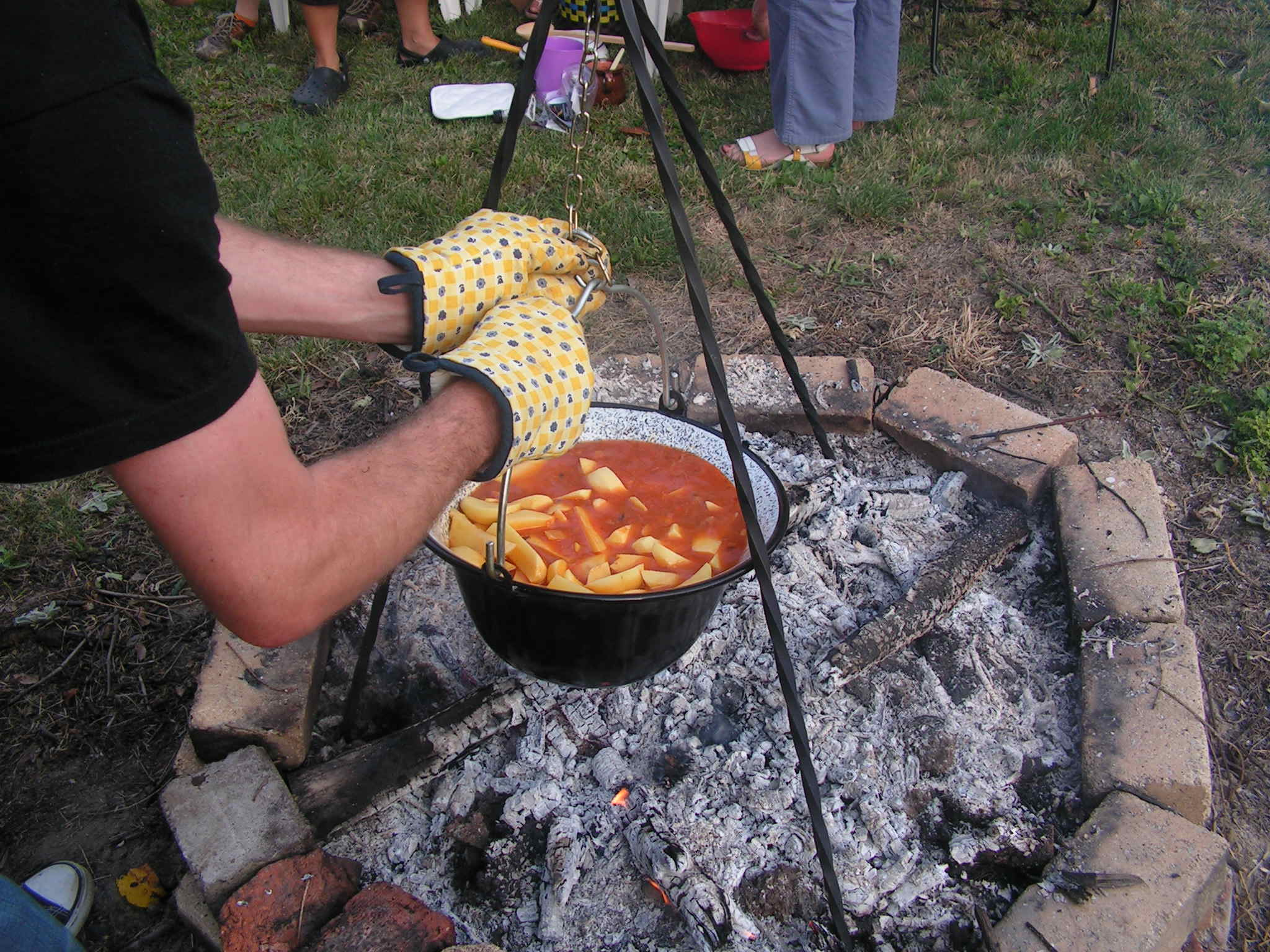
Gătirea gulașului în bograciuri tradiționale
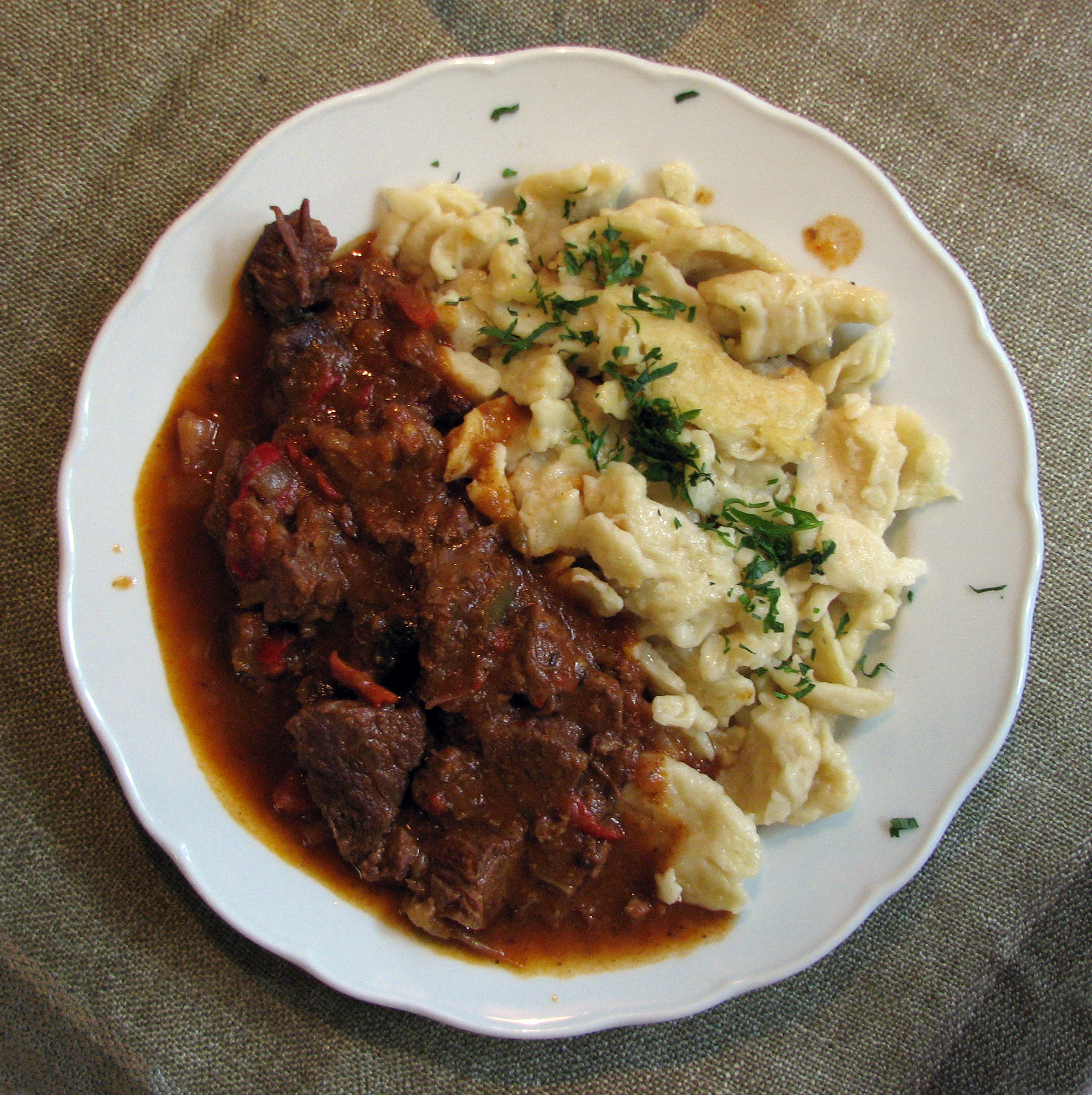
Pörkölt
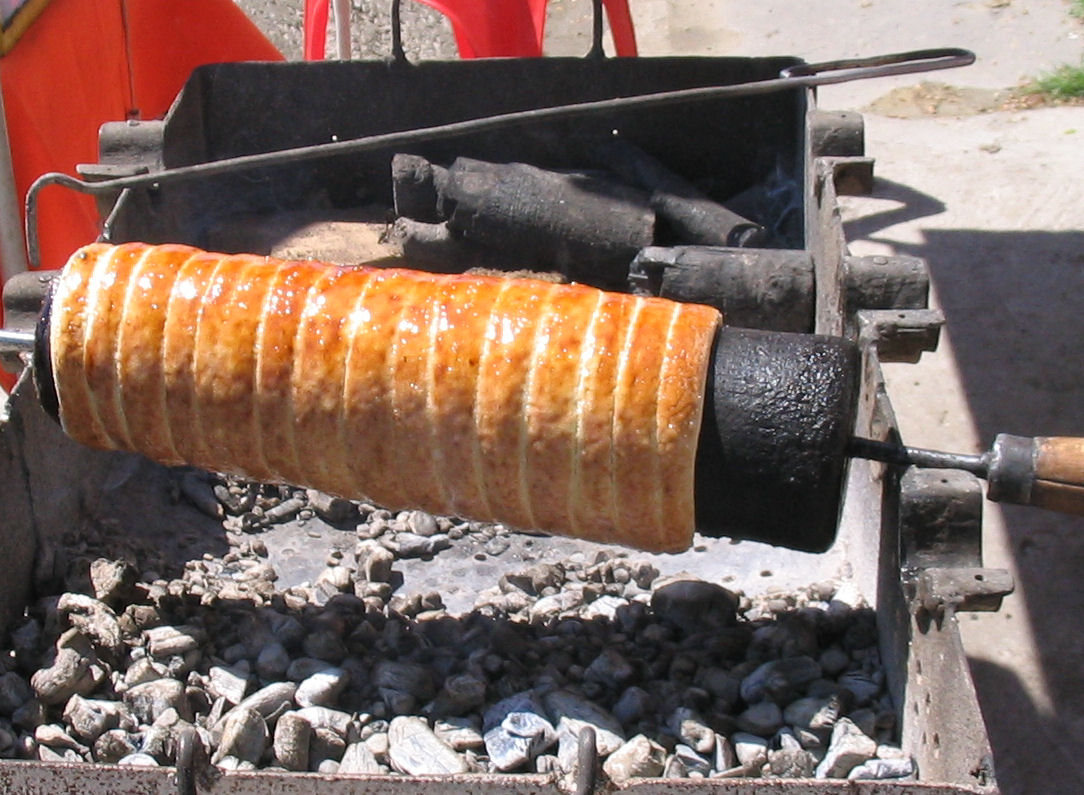
Kürtőskalács
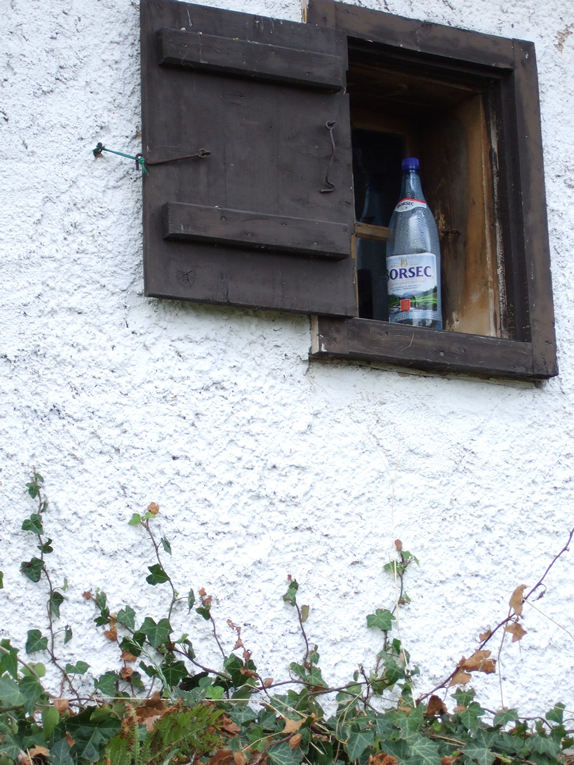
Apă minerală Borsec

### Patrimoniul mondial
Biserica unitariană fortificată din Dârjiu este un monument istoric și de arhitectură din sec. XIII-XIV, una din cele șase biserici fortificate din Transilvania incluse în anul 1999 pe lista UNESCO a patrimoniului cultural mondial. Biserica reprezinta una dintre cele mai importante biserici fortificate secuiești, ea fiind prezentă în toate referințele unor astfel de monumente din Transilvania datorită picturilor murale (în mare parte distruse) din înteriorul bisericii dar și arhitecturii fortificațiilor ce o înconjoară.
Interiorul fortificației are o suprafață de 1852 metri pătrați, biserica aflându-se în mijlocul ei. Biserica prezintă o amprentă dreptunghiulară de 7,25 metri pe 28 metri, cu o înălțime medie de 15 metri, punctul cel mai înalt având 20 de metri. Conform unei inscripții existente pe o țiglă a acoperișului fortificației, cea mai veche renovare a lui a fost făcută în anul 1760. Zidul de protecției are circa 5 metri înățime. Fortificația a fost terminată în anul 1530, ea având înglobată în structură spații de depozitare folosite de locuitorii satului, cum ar fi camere de provizii, de cereale și renumita slănină care are rezervat un turn din fortificație.

### Teatru

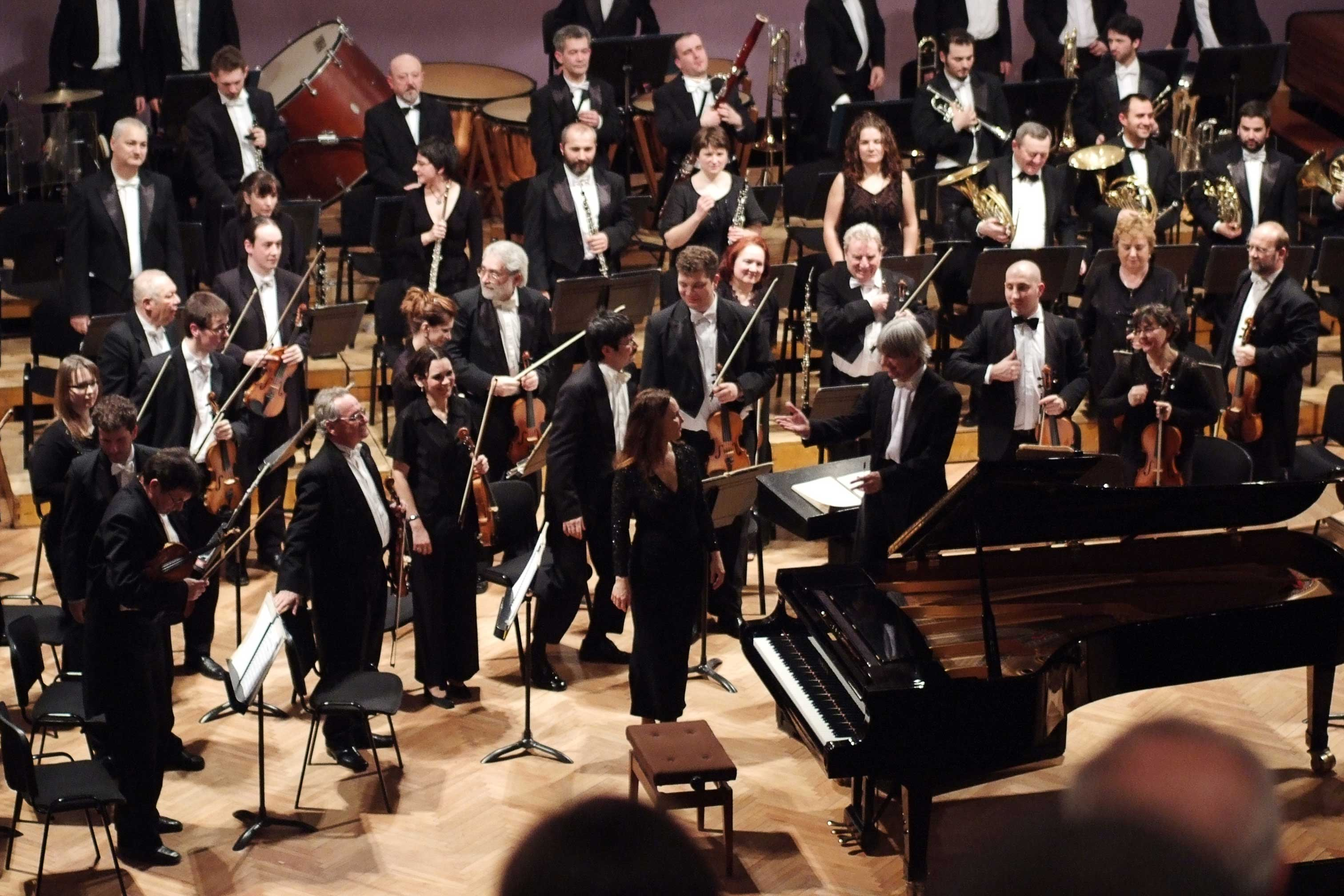
Concert în Palatul Culturii

Primul teatru din regiune funcționa încă din secolul al XVII-lea și al XVIII-lea sub patronajul Colegiului Reformat din Târgu Mureș, ai cărui elevi și profesori se ocupau cu dramaturgia. Prima clădire dedicată exclusiv culturii a fost construită în Centru între 1821 și 1822 în stil eclectic de către contele Sámuel Teleki și poartă numele de Palatul Apolló. În incinta clădirii erau organizate baluri, aveau loc reprezentații de teatru ale trupelor profesioniste care vizitau orașul și aici ieșeau prima oară in societate tinerele din protipendadă. În timpul Revoluției și Războiului de Independență Maghiară din 1848–49 Palatul a devenit un important loc de strategie a tinerilor revoluționari.
Primul teatru permanent din Ținutul Secuiesc, Teatrul Secuiesc (în maghiară Székely Színház), și-a început activitatea pe data de 10 martie 1946 în Târgu Mureș cu prezentarea operetei Mosoly országa lui Franz Lehár cu participarea actorilor orădeni de renume György Lóránt și Irén Kovács în Palatul Culturii din oraș. În 1962, după deschiderea unei secții în limba română, Teatrul Secuiesc a căpătat denumirea de Teatru de Stat, iar după alți 15 ani, Teatru Național. Este subvenționat în prezent de Ministerul Culturii și Patrimoniului Național, fiiind singurul teatru bilingv din România.

### Festivaluri

#### Galopiada Secuiască
Galopiada Secuiască este un festival cultural și gastronomie, respectiv un concurs hipic pe dealurile Pivnițe Mari din Moacșa la care participă călărețiile din Ținutul Secuiesc pentru a califica în primele două locuri pentru a putea participa apoi ca reprezentații regiunii la Galopul Național din Budapesta.

#### Festivalul Félsziget - Peninsula
În apropierea complexului se desfășoară Festivalul Peninsula, unul din cele mai mari festivaluri din România.
Festivalul Peninsula-Félsziget este un festival de muzică internațională organizată de Sziget Cultural Management din Ungaria și de MIÉRT, organizația de tineret al Uniunii Democrate Maghiare din România, în fiecare vară din 2003 în municipiul Târgu Mureș.

#### Festivalul Internațional de Film Alter-Native
Festivalul Internațional de Film Alter-Native (în maghiară Alter-Native Nemzetközi Rövidfilm Fesztivál) este cel mai vechi eveniment de acest gen din România; s-a lansat pentru prima dată în anul 1993. Festivalul își propune promovarea unor viziuni artistice specifice și lansarea unor creații de un înalt nivel artistic în domeniul filmului. Organizatorul, MADISZ, pune accent pe filmele țării alese pentru fiecare ediție.

#### Tusványos
Festivalul Tusványos din Băile Tușnad, pe numele oficial Universitatea de Vară din Bálványos, este o tabără de tineret cu programe muzicale la care participă interpreți renumiți din Ungaria care a devenit cunoscut în viața publică din România după forumurile politice organizate la care a participat de nenumărate ori președintele României, Traian Băsescu și Viktor Orbán.
Băile Bálványos din județul Covasna, locația inițială a evenimentului, a reprezentat locul de întâlnire a etnicilor maghiari din România în anii 1970 și 1980 la o ceremonia de rămas bun de la anotimpul cald, în realitate un protest secret la adresa regimului comunist de la București. Tabăra s-a mutat numai în 1997 la Băile Tușnad, iar evenimentul a fost denumit Tusványos, printr-o contopire a celor doua locații, Tușnad și Bálványos. Prima editie a avut loc in perioada 21-29 iulie 1990, Ungaria fiind reprezentata atunci, ca si acum, de Viktor Orbán și Zsolt Németh.

## Educație

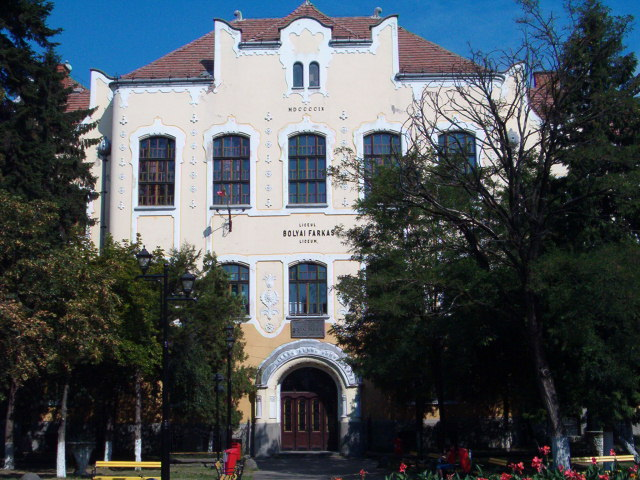
Pe locul noii clădiri în stil secesionist maghiar a funcționat Colegiul Reformat

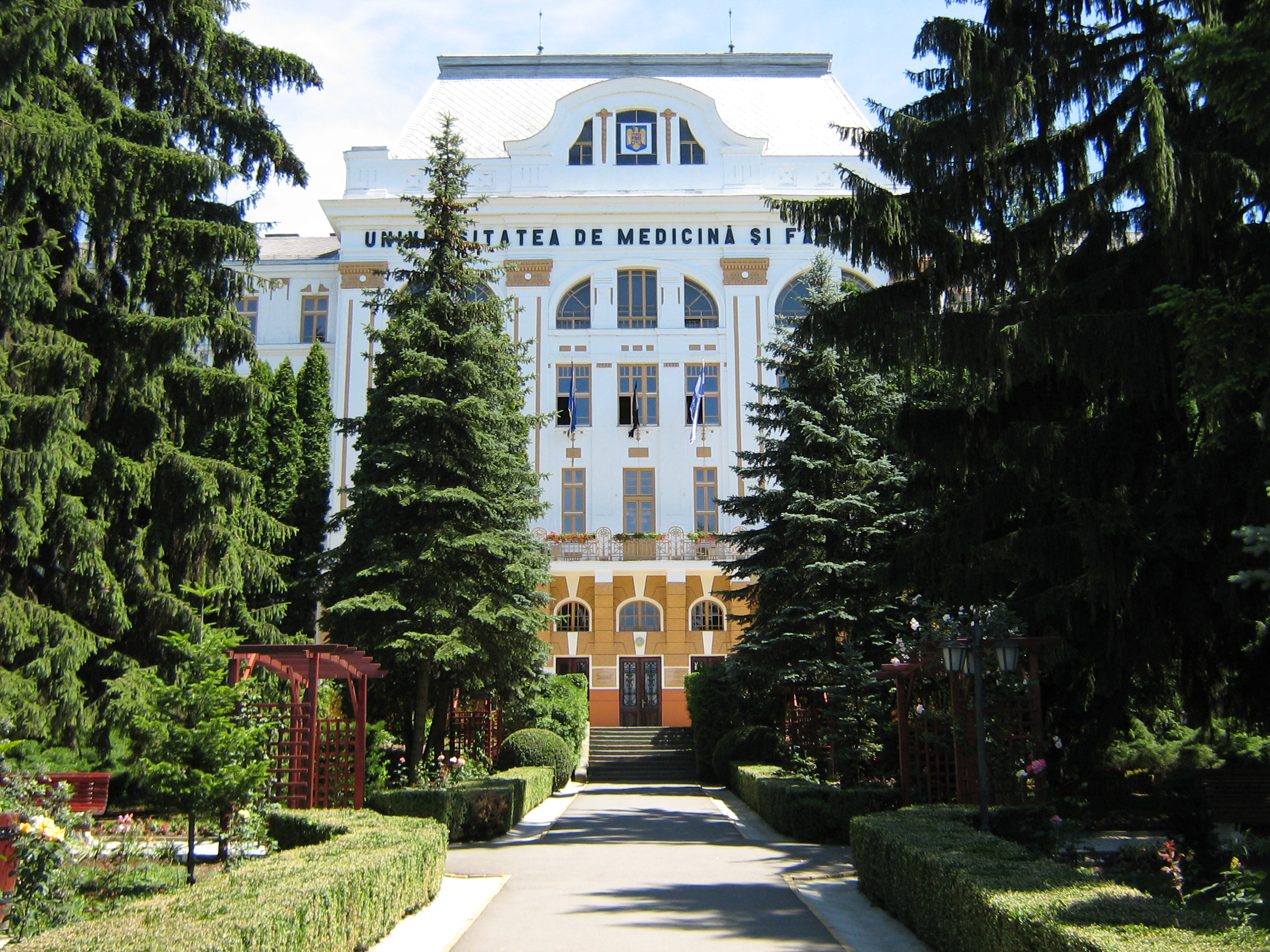
UMF din Târgu Mureș

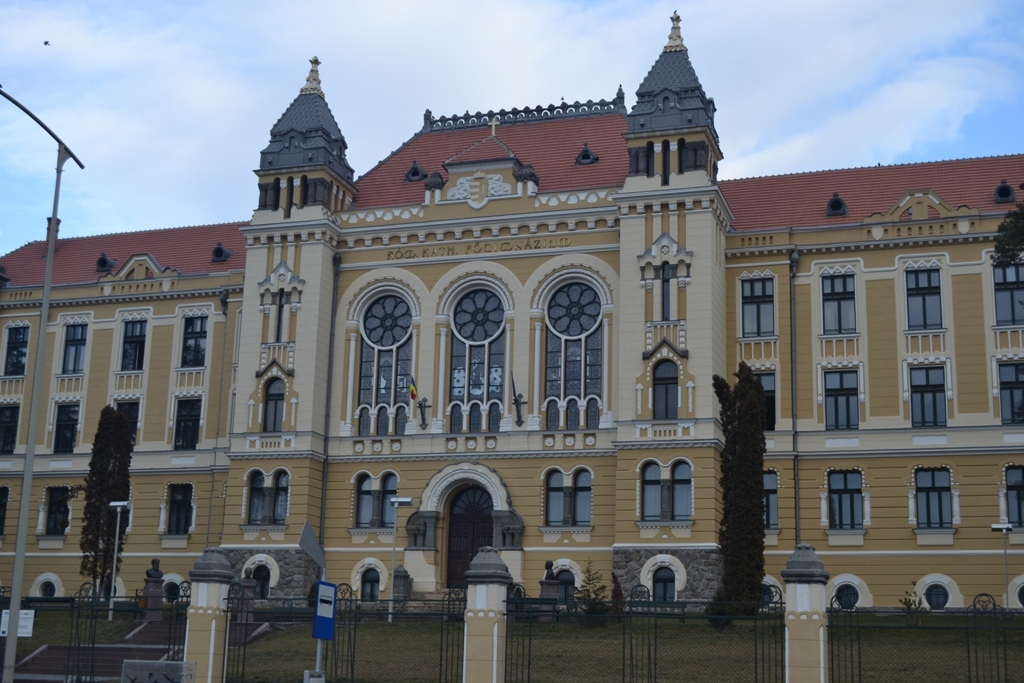
Liceul Teoretic „Márton Áron” din Miercurea Ciuc

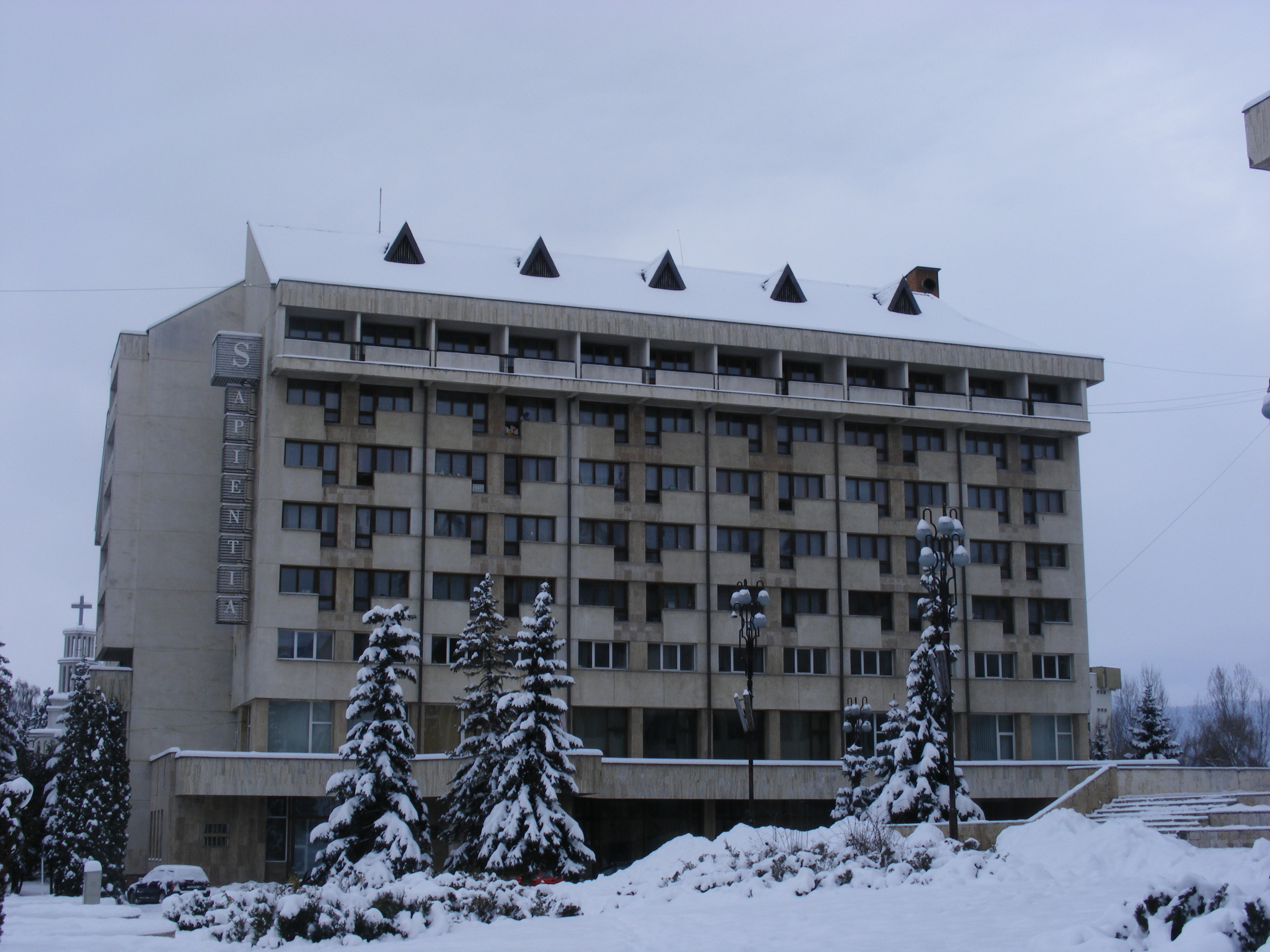
Universitatea Sapientia din Miercurea Ciuc

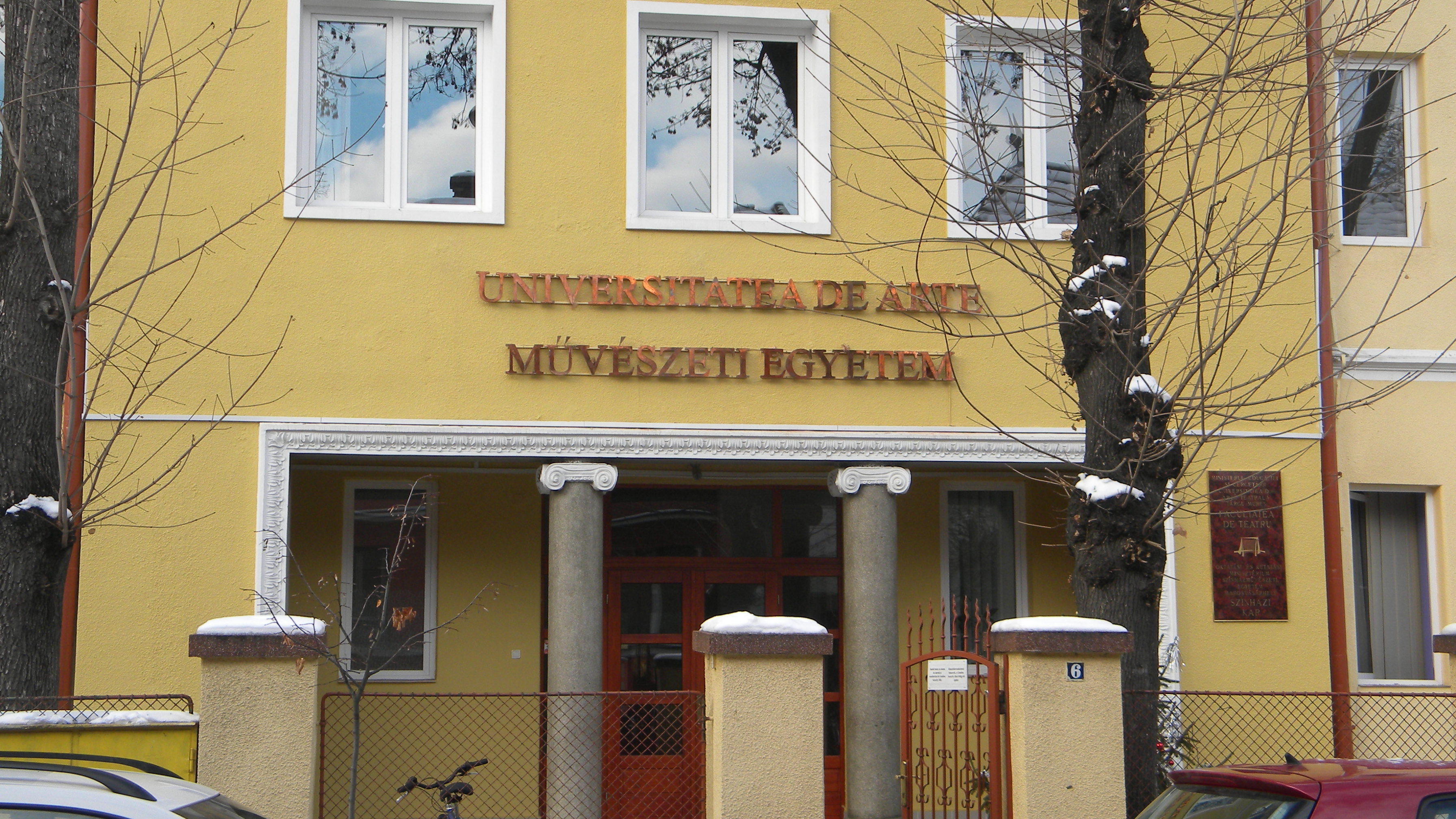
Universitatea de Arte din Târgu Mureș

1557 este considerat anul debutului pentru învățământul școlar, când în Ținutul Secuiesc a pătruns Reforma Protestantă, de tip calvin (reformat), din Geneva. Din acei ani au rămas scrieri despre existența unei biblioteci, pe lângă un așezământ școlar, numit Schola Particula, lângă Biserica Reformată din Cetate, prima școală de acest fel de pe cuprinsul României.
În 1718 școala din Târgu Mureș este reorganizată și redenumită în „Colegiul Reformat” (maghiară Református Kollégium), printre disciplinele studiate se număra teologia și filosofia. Din 1797 se studiază și dreptul, filologia și științele naturii. Guvernatorul Sámuel Teleki, în timpul petrecut la Viena, planifică dezvoltarea bibliotecii școlii ca mare bibliotecă europeană. Aici vor fi acumulate nenumărate cărți și materiale tipărite de pe moșiile de pe întrega Vale a Mureșului. În anul 1802, după ce fondul de carte a fost îndeajuns de bogat, biblioteca își deschide porțile în mod oficial și este declarată bibliotecă publică. La începutul secolului, biblioteca număra peste 38.000 de volume. Printre materiale găzduite de bibliotecă se regăsesc Catechismul românesc, tipărit în latină în anul 1648, precum și un manual de logică scris de János Apáczai Csere.
În anul 2005 guvernul României condus de Călin Popescu Tăriceanu a restituit clădirea Eparhie Reformate.
Învățământul superior este dominat de universitățile din Târgu Mureș.

Universitatea Petru Maior din Târgu Mureș

Universitatea de Medicină și Farmacie este una din școlile cu tradiție în medicină din România. Clădirea universității a fost construită în perioada dualismului, între anii 1907–1909 de primarul orașului, György Bernády. În 1945 facultatea de medicină a Universității Maghiare Bolyai din Cluj a fost mutată la Târgu Mureș. În 1948, după reforma învățământului, a fost înființat Institutul Medico-Farmaceutic, un institut de sine stătător, cu următoarele facultăți: medicină generală, pediatrie, igienă, stomatologie și farmacie. În 1953, institutul a înființat grădina botanică ca bază de învățământ pentru facultatea de farmacie. Între 1951-1958 a avut trei facultăți: medicină generală, pediatrie și farmacie. În 1958–1959 facultatea de pediatrie s-a transformat în secție, iar începând din 1960–1961 a funcționat din nou secția de stomatologie, transformată în anul universitar 1965–1966 în facultate. Până în prezent, în Universitatea de Medicină și Farmacie din Târgu Mureș există secție maghiară.
Universitatea de Arte din Târgu Mureș este singura instituție de învățământ superior din România unde viitorii artiști pot învăța în limba maghiară. Conservatorul Maghiar de Muzică și Artă Dramatică din Cluj, precursorul legal al Universității a fost înființat în 1946. În 1954 instituția a fost mutată la Târgu Mureș. În prezent s-a obținut autorizația de funcționare provizorie pentru programul de licență artele spectacolului/coregrafie în limba română și maghiară, cât și acreditarea în limba română și maghiară a programelor de masterat: teatrologie și impresariat artistic; scriere dramatică; arta actorului de teatru de animație. Universitatea de Arte funcționează cu două facultăți, facultatea de teatru și facultatea de muzică, oferind programe de studiu la nivelul ciclurilor de licență, masterat și doctorat în domeniul artelor teatrale, muzicale, plastice și decorative.
În anul 1960, la Târgu-Mureș, ia ființă Institutul Pedagogic din Târgu-Mureș, cu secții de filologie, istorie, geografie, matematică, muzică, educație fizică. Ulterior, Institutul Pedagogic s-a transformat în Institutul de Învățământ Superior din Târgu Mureș (1977-1984), Institutul de Subingineri (1984-1990), Institutul de Învățământ Superior din Târgu-Mureș (1990-1991), Universitatea Tehnică (1991-1995), Universitatea din Târgu-Mureș (1995-1996) și, din anul 1996, Universitatea „Petru Maior”.
În anul 2018 a avut loc fuziunea prin absorbție a Universității ”Petru Maior” din Târgu Mureș de către Universitatea de Medicină și Farmacie din Târgu Mureș. Universitatea de Medicină și Farmacie din Târgu Mureș, ca instituție absorbantă, în urma absorbției Universității ”Petru Maior” din Târgu Mureș, își păstrează statutul de instituție de învățământ superior acreditată și a legii de înființare a acesteia, codul fiscal și adresa juridică și fiscală precum și orice alte elemente și/sau atribute specifice, dar își modifică denumirea din Universitatea de Medicină și Farmacie din Târgu Mureș în Universitatea de Medicină, Farmacie, Științe și Tehnologie din Târgu Mureș (UMFST). În noua sa structură, UMFST va păstra caracterul multicultural al Universității de Medicină și Farmacie din Târgu Mureș, așa cum a fost.
Universitatea Sapientia este cea mai mare universitate maghiară din România, fiind prezentă în vechiul Ținut Secuiesc cu secții în orașele Târgu Mureș și Miercurea Ciuc. Fondată în 2001, ea este finanțată de către guvernul Ungariei.

## Personalități

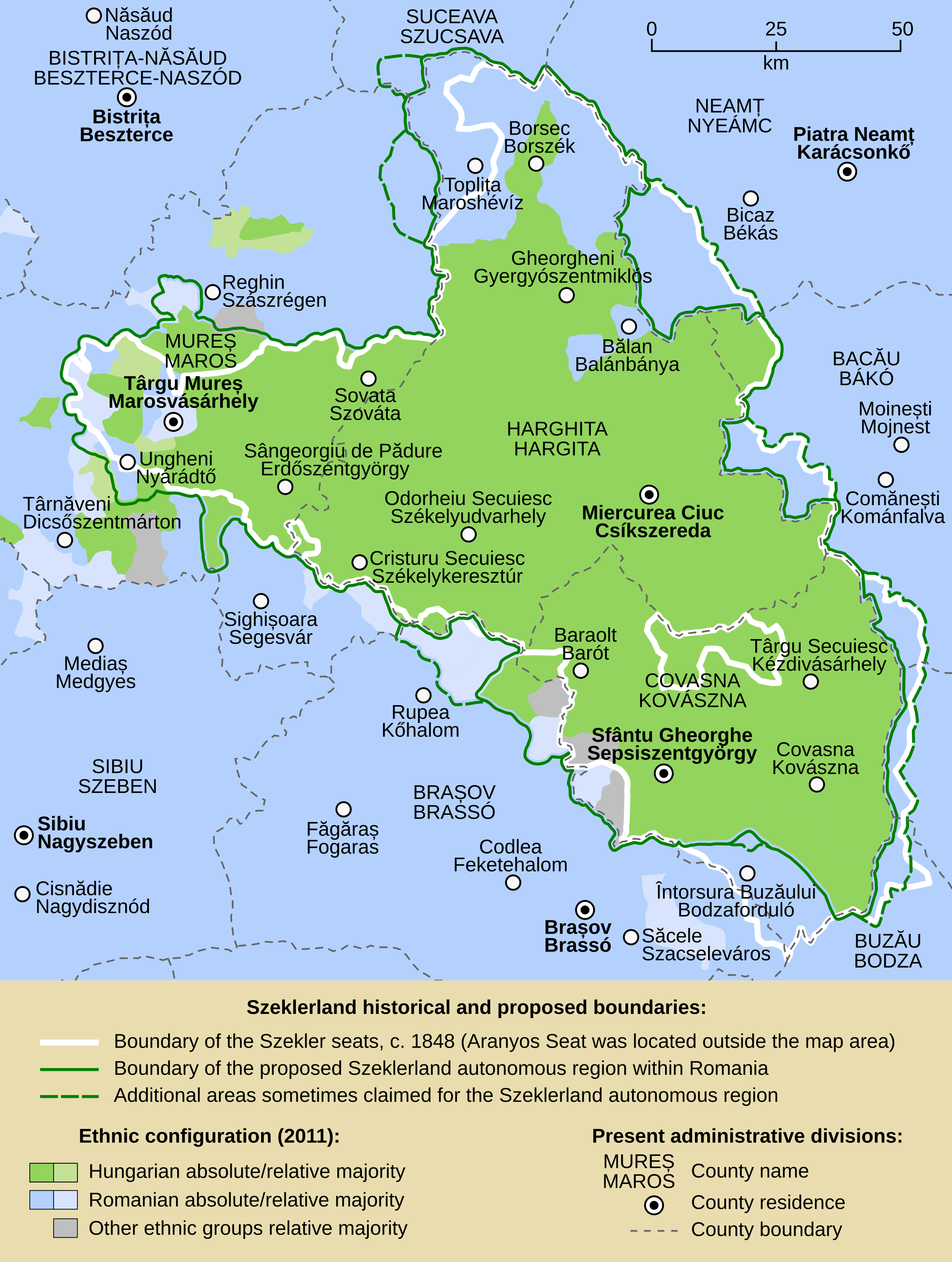
Harta ținutului

- Miklós Barabás (1810, Mărcușa - 1898), pictor și grafician, cel mai de seama reprezentant în Ungaria al stilului biedermeier
- János Baranyai Decsi (1560-1601), a scris Istoria Transilvaniei, Moldovei și a Țării Românești între 1592-1598
- György Bernády (1864-1938) a fost primarul Târgu Mureșului între anii 1900–1912 respectiv 1926–1929. În timpul mandatului său au fost construite Palatul Prefecturii, Palatul Culturii și alte clădiri reprezentative.
- Emil Dandea (1893-1969) a fost primarul Târgu Mureșului între anii 1922–1926 respectiv 1934–1937. Alături de primarul György Bernády, Emil Dandea este considerat unul din inițiatorii modernizării municipiului.
- Farkas Bolyai (1775-1856), matematician
- Tamás Borsos (1566-1634), jude al orașului Târgu Mureș
- László Bölöni (1953), antrenor și fost jucător de fotbal
- Marius Urzică (1975), campion european, mondial și olimpic (2000, Sydney) la gimnastică
- Sándor Farkas Bölöni (1795-1842), scriitor, traducător și călător
- Tibor Cseres ( 1915-1993), scriitor și istoric literar, președinte al Uniunii Scriitorilor din Ungaria.
- Péter Csokás (1587), profesor în Târgu Mureș, a scris partea maghiară a dicționarului în zece limbi al lui Ambrosius Calepinus
- Gheorghe Doja (György Dózsa, 1470 - 1514), mic nobil secui din Transilvania, conducătorul revoltei țărănești din 1514 contra magnaților
- Pál Péter Domokos (1901-1992), profesor de limba maghiară
- Farkas Deák (1832-1888), politician austro-ungar, membru al Academiei Maghiare de Științe
- Béla Markó (1951-) filolog, scriitor, traducător și om politic de etnie maghiară din România
- Petru Maior (1756-1821) istoric și filolog român, reprezentant de frunte al Școlii Ardelene
- Miron Cristea (1868-1939) publicist, filolog, politician și teolog, primul patriarh al Bisericii Ortodoxe Române (1925 - 1939)
- Áron Márton (1896-1980), cleric romano-catolic cunoscut ca anticomunist
- Kelemen Mikes (1690-1761), scriitor secui, cel mai bun prieten al lui Francisc Rákóczi al II-lea
- Sándor Kőrösi Csoma (1784-1842), orientalist, considerat părintele tibetologiei
- Imre Mikó (1805-1876), guvernator al Transilvaniei în 1849 și 1860-1861.
- Áron Gábor (1814-1849), erou al Revoluției de la 1848
- Ildikó Keresztes (1964), cântăreață
- András Sütő (1927-2006), scriitor
- Octavian Codru Tăslăuanu (1876-1942), scriitor și om politic, director al revistei Transilvania (1907-1914)
- Gheorghe Șincai (1754-1816) istoric, filolog, poet, reprezentant al Școlii Ardelene
- Balázs Orbán (1829-1890), scriitor
- Romulus Cioflec (1882-1955), scriitor
- Sámuel Teleki (1739-1822), guvernator al Transilvaniei, fondatorul Bibliotecii Teleki din Târgu Mureș
- Ion Vlasiu (1908-1997) sculptor, pictor, scriitor
- Maria Mailat (1953) prozatoare franceză de origine română

## Sănătate

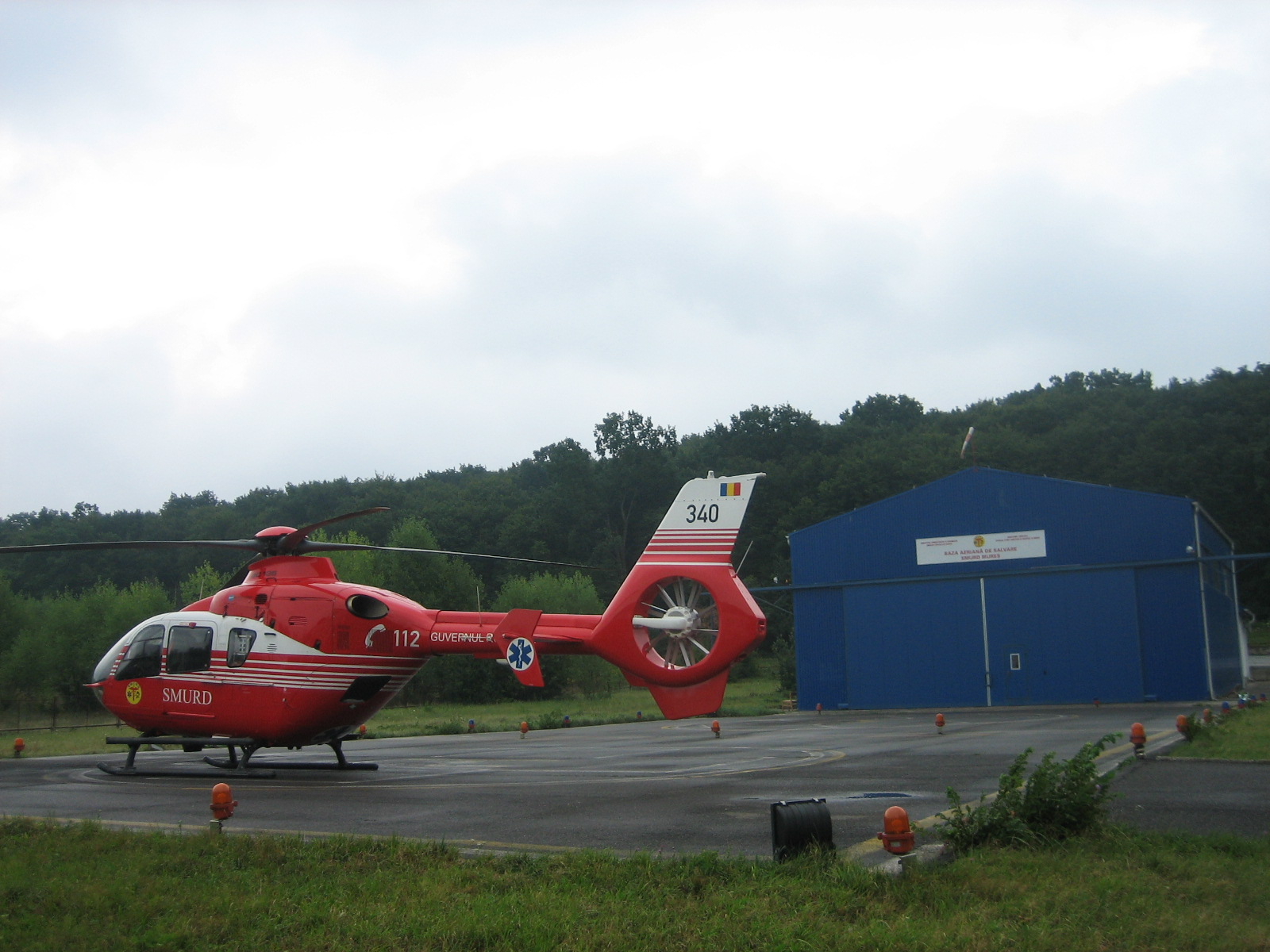
Elicopterul SMURD din Târgu Mureș

În domeniul medicinei, municipiul Târgu Mureș este un centru de excelență nu doar la nivelul regiunii, ci unul recunoscut la nivel național și internațional prin calitatea și gradul de specializare al actului medical. În municipiu există unități dotate cu aparatură performantă și cadre medicale cu înaltă specializare, între care se evidențiază: Spitalul Clinic Județean Mureș, Spitalul Clinic Județean de Urgență Târgu Mureș (care este o unitate regională), Institutul de Asistență Medicală de Urgență Pre-spitalicească, Serviciul Mobil de Urgență, Reanimare și Descarcerare (SMURD), care la vremea apariției sale, era un proiect pilot la nivel național și Institutul de Boli Cardiovasculare și Transplant Târgu Mureș, unitate aflată în directa subordonare a Ministerului Sănătății.
Influența pe care o exercită serviciile medicale târgumureșene dincolo de granițele orașului și județului, o arată faptul că mai mult de 30% dintre pacienții spitalizați în Spitalul Clinic Județean de Urgență Târgu Mureș provin din alte județe.
Universitatea de Medicină și Farmacie din Târgu Mureș acoperă învățământul superior în următoarele domenii medicale: medicină generală și medicină militară, farmacie, stomatologie, tehnică dentară și asistență medicală de urgență medico-chirurgicală. Universitatea are un statut multicultural și multilingvistic, conform legii educației naționale. Pregătirea unei linii de studiu în limba maghiară a dus la căderea guvernului Ungureanu în 27 aprilie 2012, ca urmare a unei moțiuni de cenzură inițiate de PSD și PNL.

## Sport

### Fotbal
Epoca de glorie a fotbalului din regiune a fost în perioada când ASA Târgu Mureș a funcționat. Cea mai bună performanță a echipei de fotbal a fost locul 2 în Divizia A. A participat în 3 ediții ale Cupei UEFA, dar a fost eliminată din prima manșă în toate cele 3 ocazii: în 1975-1976 de Dinamo Dresda, în 1976-1977 de Dinamo Zagreb și în 1977-1978 de AEK Atena. Echipa a avut performanțe mai bune în Cupa Balcanică în 1972-1973 când a ajuns în finală dar a pierdut cu Lokomotiv Sofia. Cel mai cunoscut jucător care a purtat echipamentul ASA este László Bölöni, fostul antrenor al echipelor Sporting Lisabona, Stade Rennais FC, AS Monaco FC și Standard Liege. A fost de 23 de ori căpitan al echipei naționale de fotbal a României, iar între 1984 și 1987, a făcut parte din echipa "de aur" Steaua București cu care a câștigat Cupa Campionilor Europeni (1985–86) și Supercupa Europei (1986).
În prezent cea mai puternică echipă este FCM Târgu Mureș care joacă în Liga I din sezonul 2010-2011.

### Hochei
Cel mai popular sport din regiune este hocheiul. Cele mai importante echipe sunt HSC Csíkszereda (Miercurea Ciuc) și CS Progym Gheorgheni.

### Gimnastica
Harghiteanul Marius Urzică a adus prin titlul olimpic de la Sydney și primul titlu olimpic pentru gimnastica masculină românească. El este de asemenea multiplu campion mondial și european.